# Historia del transporte en la ciudad de Rosario
Este es un artículo general acerca del Sistema de Transporte en Rosario. Para acceder al listado de recorridos de las diversas líneas, véase Líneas de colectivo de Rosario.
El transporte público de la ciudad de Rosario se encuentra regulado por el Ente de la Movilidad de Rosario (anteriormente Ente del Transporte de Rosario) y está conformado por autobuses, trolebuses, taxis y remises.

## Historia

### Organización
A mediados del siglo XIX, en el transcurso de dos décadas, dentro de la pequeña urbe de Rosario se observaba un inusitado aumento de la población con un consecuente aumento en la superficie urbanizada. Hacia 1870 se están alcanzando y desbordando los límites conocidos. Todo parecía indicar que el pujante aumento no iba a detenerse. Es allí cuando surge la necesidad de trasladar a los habitantes de un lugar a otro de la cada vez más extendida Rosario.

### Tranvías a caballos

Representación sobre un plano de Rosario (año 2013) de la incipiente red tranviaria rosarina del año 1873 iniciada por la Compañía Anónima de Tramways de Rosario.

El primer servicio de transporte público data de 1868 cuando un empresario estableció carruajes mixtos de encomiendas y pasajeros desde y hacia la estación terminal del Ferrocarril Central Argentino. Poco tiempo después Rosario pasó a contar con servicios de carruajes tirados por caballos, que se desplazaban sobre rieles: el tranvía.
El 3 de noviembre de 1872 se inauguró la primera línea de la Compañía Anónima Tramways del Rosario, entre la Plaza López (Avenida Pellegrini esquina calle Laprida) y el antiguo puerto rosarino (Avenida Belgrano y calle Laprida).
A principios de 1873 se crea el ramal hasta la estación del Ferrocarril Central Argentino (calle Corrientes esquina avenida Wheelwright). Un año más tarde, en 1874, se crea el ramal hasta el Colegio Nacional (calle 9 de julio entre calles Necochea y Chacabuco). Hacia 1882 la Compañía Anónima Tramways del Rosario alcanza los 12 coches, 30 empleados y 60 caballos de uso diario.
En mayo de 1886 se inauguró la primera línea del Tramway Anglo-Argentino, con cabecera en la estación del Ferrocarril Central Argentino y un circuito que atravesaba el por aquel entonces pequeño conglomerado urbano rosarino.
En 1887 inició su servicio el Tramway Rosarino del Norte, con una extensa línea rumbo al Norte hasta el por entonces Pueblo Alberdi, con pequeñas líneas secundarias en el casco urbano central. Hasta ese entonces, en toda el área había en explotación 327 cuadras de líneas de tranvías, con un movimiento total de más de 3,5 millones de pasajeros anuales.
En 1888 inició su servicio el Tramway del Saladillo, que vinculó a la zona céntrica con el distrito residencial de la zona sur próximo al balneario instalado sobre el arroyo Saladillo.
En diciembre de 1889 se inauguró la línea de la Sociedad Anónima Compañía de Tramways del Oeste, que llegaba al pueblo Eloy Palacios (luego barrio Vila, más tarde renombrado barrio Belgrano).
En 1890 en el Rosario de ese entonces y su área de influencia ya había instaladas 587 cuadras (77 kilómetros) de vías, con una flota total de 78 coches, 1242 caballos y 394 empleados. Se transportaron aproximadamente 7 millones de pasajeros anuales.
El notable incremento en el número de coches, kilómetros de vía, cantidad de pasajeros transportados, y cantidad de líneas (recorridos), fueron de la mano con el crecimiento de la ciudad: 50.000 habitantes en 1887, 91.000 en 1895, 112.000 en 1900. A partir de entonces, no se incorporaron otras empresas, sino que las preexistentes construyeron nuevas líneas. También desaparecieron algunas de ellas, como la de los Tramways del Oeste, que fue arrendada por la del Anglo-Argentino, y a finales del siglo XIX se fusionó ésta con la del Tramway Rosarino del Norte.
Al aproximarse el cambio de siglo, el transporte mediante tramways a caballos comienza a mostrar su ineficacia: maltrato del personal hacia los pasajeros, malas condiciones de los coches en servicio, caballos mal tratados y alimentados, etc. Con el cambio de siglo un nuevo sistema de transporte debía sustituir a la tracción a sangre. Ese sistema no es otro que el del tranvía eléctrico.

### Tranvías eléctricos
Luego de algunos ensayos experimentales y la instalación definitiva del Tramway Eléctrico en la ciudad de Buenos Aires por 1897, en Rosario se decide llamar a licitación en 1905 para la construcción y explotación de una red de tranvías eléctricos, resultando adjudicada el 15 de septiembre de 1905 y por un período de 55 años la Compañía General de Tramways Eléctricos del Rosario (CGTER) de componentes belgas Anversoise de Tranways et d’ Entrepisos Electriques de Amberes, Mutuelle de Tranways y Banco Comtoir de la Bourse, de Bruselas, todas ellas subsumidas en 1910 dentro del holding SOFINA; llevándose a cabo la firma de concesión y la recepción de avales y garantías por parte del entonces intendente Santiago Pinasco durante los meses de septiembre y noviembre de 1905.
En marzo de 1906 llegó procedente de Bélgica al puerto de Rosario el material rodante (coches de cuarenta asientos pintados de colores blanco y celeste que serían luego repintados de color amarillo crema) y demás elementos para realizar las instalaciones. La CGTER pondría su usina generadora, oficinas y talleres en tres manzanas ubicadas en la intersección de avenidas Pellegrini y Ovidio Lagos, suburbios de la ciudad de entonces.
El 31 de octubre de 1906 cumplió su viaje inaugural el primer tranvía eléctrico. Al día siguiente comenzó a circular en forma regular la primera línea, la número 9, de las quince que la concesión le otorgó a la CGTER. Las restantes líneas van siendo libradas al servicio por etapas a lo largo de los años 1907 y 1908, con una dotación de 100 tranvías grandes (con 40 asientos) y 60 tranvías chicos (con 28 asientos), además de varios remolques acoplados. La tracción a sangre (tranvías a caballo) persistirá en un circuito barrial en Arroyito hasta 1912, año en el que la CGTER termina de cumplir con la puesta en funciones de la totalidad de líneas adjudicadas en la licitación original, tras notables contratiempos debido a los obstáculos por parte de empresas ferroviarias (reacias a compartir vías y pasos a nivel), la imprevisión y falta de poder de decisión estatal, y los conflictos gremiales existentes desde sus primeros días en servicio.
A partir de 1910, establecida en la ciudad la Société d’Electicité de Rosario, conformada con capitales de la misma CGTER, la red tranviaria comienza a obtener energía de la red de subestaciones de la mencionada sociedad, la cual hasta su estatización en 1952 brindaría el servicio eléctrico domiciliario a la ciudad.
El fuerte crecimiento experimentado por la ciudad de Rosario en las primeras décadas del siglo XX se vio reflejado en la cantidad de pasajeros transportados por la CGTER. Cuando en 1905 se licitó el sistema de transporte eléctrico la ciudad contaba con 130.000 habitantes. Veinte años después la población llegaba a los 350.000 habitantes. En 1918 utilizaban el tranvía tres millones de pasajeros más que los originalmente planeados, alcanzando los 22 millones de pasajeros anuales. En 1925, esta cifra asciende a los 55 millones. Esto se reflejó en un deterioro progresivo de la calidad de los servicios. La ciudad crecía pero la red tranviaria no. Los tranvías viajaban sobrepasados en su capacidad.
Durante la Primera Guerra Mundial y ante la escasez de carbón, las máquinas generadoras de energía eléctrica, necesaria para la circulación de tranvías, sustituyeron el combustible con diversos cereales. Frente a este escenario, la CGTER tendió vías sobre Bulevar Rondeau hasta la Usina Sorrento, mediante las cuales las zorras transportaban cargas de maíz, sorgo y mijo. Paralelamente la flota de doscientos coches (clasificados como "grandes", "medianos" y "chicos" de acuerdo a la cantidad de asientos) se sostuvo en cantidad, y a las quince líneas previstas en el pliego de licitación solo sumó a fines de la década la línea 20, con recorrido hasta el cementerio La Piedad, y realizó una extensión a Fisherton de una bandera (ramal o variante) de la línea 14.

### Autobuses y tranvías eléctricos
En 1911 hace una efímera aparición el automotor destinado al transporte urbano de pasajeros. En los inicios de 1920 y ante la negativa de la CGTER a establecer nuevas líneas, el municipio abre una licitación para que otras empresas participen en la creación de nuevo tendido tranviario. La misma resulta desierta. Esta situación, sumada al reclamo del público y de las autoridades alcanzaron su clímax en 1923, cuando la Municipalidad de Rosario autorizó la libre circulación y explotación de automotores destinados al transporte de pasajeros, con libertad de establecer recorridos y tarifas. Como consecuencia, cientos de cuentapropistas mediante diversos tipos de vehículos se introdujeron en la competencia, generalmente utilizando observables estrategias de "superposición" sobre los corredores tranviarios y realizando recorridos más allá de los extremos de la red de los mismos, obteniendo el favor del público que vivía en lejanías.
En 1928, la agitación social tuvo a obreros tranviarios y portuarios como protagonistas de diversas protestas. Una de ellas fue una huelga por tiempo indeterminado, que obligó a la CGTER a hacer funcionar los tranvías con personal superior y con rompehuelgas, los cuales circularon protegidos por fuerzas de seguridad ante el riesgo que corrían por el repudio de la población a la actitud de la empresa. Tras la presión del gobierno nacional, la CGTER tuvo que saciar las demandas de sus empleados. Esto, junto a la competencia por parte del transporte automotor condujo a que, en los años siguientes, los balances de la compañía fueran pérdidas.
En los inicios de la década de 1930, la tensión entre el estado y la CGTER se manifestó en torno al tendido de los rieles de la línea 8. La misma conectaba el área central con el balneario ubicado sobre el arroyo Saladillo, en el extremo sur de la ciudad. Los rieles estaban ubicados junto a los cordones de la Avenida San Martín. Las autoridades municipales exigieron a la compañía que ubicara sus vías en el cantero central, exigencia que fue cumplida. Al tiempo, el municipio exigió que las reubicaran junto a los cordones. La compañía se negó a realizarlo. Ante ello, operarios municipales levantaron las vías en la intersección de Avenida San Martín y calle Ayolas. La CGTER restableció el servicio trasbordando pasajeros mediante ómnibus, y a su vez recurrió a ámbitos legales. Durante los años siguientes las acusaciones entre ambas partes, el estado municipal y la CGTER, salieron a la luz.
Finalmente, el 11 de febrero de 1932, el directorio de la CGTER consideró antieconómico continuar prestando el servicio y declaró un lock-out. Durante 27 días la ciudad se quedó sin servicio de tranvías. 1200 trabajadores no percibieron sus haberes. La transportación de los habitantes resultó sumamente compleja: miles de personas recorrían a pie el trayecto entre sus hogares y lugares de trabajo, mientras que los ómnibus no alcanzaba a saciar la demanda. En horarios nocturnos, los barrios permanecían aislados del centro de la ciudad.
La negativa de la compañía a restablecer los servicios, sus exigencias de control al transporte automotor, sus pedidos de permiso para la sustitución de líneas tranviarias por trolebuses y de permisos para supresión de algunas líneas tranviarias existentes, no fueron bienvenidos por el municipio, que los consideró inaceptables. El 8 de abril de 1932, la mayoría demócrata progresista del Concejo Deliberante declaró la caducidad de la concesión otorgada a la Compañía General de Tramways Eléctricos del Rosario. Los gobiernos local y provincial se volcaron por una alternativa novedosa: municipalizar el transporte público de Rosario. Ésta intervención constituyó la primera municipalización de gran escala que se realizó en las ciudades argentinas.
El 15 de septiembre de 1932, inicia sus servicios la Empresa Mixta Municipal de Transporte del Rosario (EMMTR), utilizando los bienes de la CGTER. La compañía saliente fue resarcida económicamente por los años que restaban para el término de la concesión original hasta el año 1960. Su casa matriz en Bruselas fue notificada al respecto. El holding SOFINA continuó con sus operaciones en el mercado de la energía eléctrica. La flamante empresa inició un plan de reparación de vehículos, vías, líneas aéreas de contacto, infraestructura eléctrica e iluminación. A su vez, se dio inicio a la adquisición de los vehículos automotores particulares con prestaciones de transporte público, culminando en la segunda mitad de la década de 1930. La EMMTR finalizó líneas incompletas, como la 26, que fue extendida sobre Avenida Ovidio Lagos desde Boulevard 27 de Febrero hasta Avenida Battle y Ordóñez.
Hacia 1944, tras la recompra de los títulos de sus accionistas particulares, la Empresa Mixta Municipal de Transporte del Rosario se constituye en la Empresa Municipal de Transporte de Rosario (EMTR), continuando con el mantenimiento de la flota, dificultado frente a la reducción de insumos y repuestos por el desarrollo de la Segunda Guerra Mundial. Se experimentó la construcción de tranvías mecánicos impulsados con motores a explosión, los cuales fueron apodados Santa Marta. Hacia 1945 en Rosario se transportaron más de 133 millones de pasajeros, 110 millones de ellos en tranvía, 15 millones en ómnibus, 6 millones en microómnibus y casi 2 millones en tranvías mecánicos. Se adquirieron tranvías usados a la Compañía de Tranvías de Quilmes y Balnearios, de la ciudad homónima, provincia de Buenos Aires. Casi 300 coches formaban parte de la flota tranviaria en aquel entonces.
A principios de 1950, tras la implementación de nuevas políticas salariales y sociales, la imposibilidad de realizar ajustes tarifarios para hacer frente al encarecimiento de insumos y repuestos, y la necesidad de subsidios elevados, la Municipalidad transfirió la administración y explotación al gobierno de la provincia de Santa Fe creando la Empresa de Transporte de Rosario (ETR). La misma continuó reparando y manteniendo la flota tranviaria, sin construir nuevas líneas. Hacia 1955 había 25 líneas de tranvías sobre una extensión de vías de 169 kilómetros; se transportaron 109 millones de pasajeros en dichas formaciones, frente a los 50 millones transportados por 24 líneas de ómnibus (los microómnibus habían salido de circulación en 1953). En los años posteriores varios tranvías llegaron de Buenos Aires en un intento de paliar los inconvenientes generados por la falta de reparación y modernización de las unidades locales.
Para acceder al listado de recorridos de las diversas líneas, véase Líneas de transporte de Rosario 1953.
Para acceder al listado de recorridos de las diversas líneas, véase Líneas de transporte de Rosario 1956.

### Autobuses, tranvías y trolebuses
Durante 1958, y a través de la gestión del por entonces vicepresidente de la nación, Alejandro Gómez, la ETR accede a material rodante para la ejecución de una red de trolebuses. El 19 de junio de 1958 de manera simbólica se inaugura el primer servicio de trolebuses en la ciudad de Rosario. La inauguración efectiva se llevaría a cabo el 24 de mayo de 1959, dando así inicio al reemplazo de los tranvías en algunas líneas troncales. La primera línea de trolebuses en ser inaugurada fue la G, entre Plaza Sarmiento y la intersección de Avenida San Martín y calle Ayolas/Saavedra.
El 15 de abril de 1960 se libró al servicio la línea de trolebuses H, la cual conectó Plaza Sarmiento con el Control de Policía Caminera en el acceso a la localidad de Granadero Baigorria, en el extremo norte de la ciudad.
En octubre de 1960 se dispuso la transferencia de los servicios tranviarios al capital privado en forma de cooperativas integradas por antiguos trabajadores de la ETR. Se desmantelaron formaciones, sustituyéndolas por unidades automotores. Hacia finales de 1962, permanecían en servicio las líneas tranviarias 1, 2, 4, 6, 10 y 21. Perdurarían en servicio hasta el día 11 de febrero de 1963.
Corría el año 1961 cuando el recorrido de la línea de trolebuses G fue extendido, alcanzando la Terminal de Ómnibus.
El 10 de septiembre de 1961 se inauguró la línea de trolebuses J, con recorrido entre Estación Rosario Central del Ferrocarril General Mitre y la intersección de Avenida San Martín y calle Muñóz, en zona sur de la ciudad.
El 24 de septiembre de 1961 se inauguró la línea de trolebuses I, como complemento de la línea H, con recorrido entre Plaza Sarmiento y Plaza Alberdi.
El 3 de diciembre de 1961 se inauguró la línea de trolebuses K, con recorrido entre la intersección de Avenida Pellegrini y calle Necochea, y la intersección de Avenida Mendoza y calle Nicaragua, sector este último donde poseía su depósito/garage.
El 8 de enero de 1962 se inauguró la línea de trolebuses L, como complemento de la línea K, extendiéndose entre la intersección de Avenida Pellegrini y calle Necochea, y la Estación Rosario Oeste del Ferrocarril General Belgrano.
El 12 de febrero de 1963 mediante una ceremonia en las escalinatas del Palacio Municipal local, se dio fin al servicio de tranvías en la ciudad de Rosario. Durante el acto, los coches tranviarios número 278 y 281 con autoridades a bordo partieron rumbo a la sede de oficinas y talleres ubicados en avenidas Pellegrini y Ovidio Lagos, finalizando allí con un corte simbólico de la energía eléctrica.

### Autobuses y trolebuses
Consolidados como la principal red de transporte de Rosario, y viéndose el deterioro de parte de la flota (principalmente las unidades marca MAN, manufacturadas en 1952), comienza la reestructuración de las líneas de trolebuses.
Hacia 1965, las líneas complementarias I y L se eliminaron, incorporándose sus unidades en las hasta entonces complementadas: H y K, correspondientemente.
Para acceder al listado de recorridos de las diversas líneas, véase Líneas de transporte de Rosario 1966.
A partir del 28 de agosto de 1967, los recorridos de las líneas G y J son unificados, creándose la nueva línea de trolebuses M, con recorrido entre  Terminal de Ómnibus y la intersección de Avenida San Martín y calle Muñóz.
En 1969 una serie de atentandos ocurridos durante los días 16, 17 y 18 de septiembre, que se denominó luego el segundo Rosariazo, dejaron un saldo de 48 unidades de transporte público completamente destruidos; 11 de ellos trolebuses (8 marca Fiat, 3 marca MAN). La línea de trolebuses H queda fuera de circulación desde ese entonces.
En 1970 se adquieren 23 unidades Mercedes-Benz / Kiepe Elektrik, modelos 1953 y 1954; 12 unidades sin uso provenientes de Buenos Aires, las restantes 11 usadas provenientes de ciudad de Mendoza. A partir de enero de 1971, se restablece el servicio de la línea de trolebuses H, y se refuerza el servicio de la línea de trolebuses M, reemplazando unidades de mayor antigüedad.
En 1973 el municipio plantea la posibilidad de crear nuevos recorridos en reemplazo de líneas de ómnibus que habían cesado sus servicios. Se gestionó la compra de 40 unidades marca ZIU nuevos desde la Unión Soviética y 40 unidades Fiat usadas desde Uruguay. Se contempló además, en la Ordenanza Municipal 1956/73, la renumeración y modificación de recorridos de todas las líneas de transporte de pasajeros de Rosario, con el objeto de realizar un reordenamiento de las mismas. Sólo dos líneas realizarían el cambio de nomenclatura: la línea 2 que pasó a línea 301, adjudicada a Transportes Progreso Automotor SRL, y la línea 217 que pasó a línea 303, adjudicada a las empresas Nuestra Señora de Fátima SRL y Fisherton SRL.
Para acceder al listado de recorridos de las diversas líneas, véase Líneas de transporte de Rosario 1973.
Tabla con renumeración según Ordenanza 1956/73
| Numeración Ord. 1956/73 | Numeración anterior |
| ----------------------- | ------------------- |
| 1                       | 6                   |
| 2                       | 58                  |
| 3                       | E                   |
| 101 Rojo                | 200 Rojo            |
| 101 Negro               | 200 Negro           |
| 102                     | C                   |
| 103                     | 225                 |
| 104 Rojo                | 51 R y 51 N         |
| 104 Negro               | 51 Las Flores       |
| 105                     | 78                  |
| 106 Rojo                | 54 Rojo             |
| 106 Negro               | 54 Negro            |
| 107 Rojo                | 5 Rojo              |
| 107 Negro               | 5 Negro             |
| 108 Rojo                | 10 Rojo             |
| 108 Negro               | 10 Negro            |
| 109 Rojo                | F Rojo              |
| 109 Negro               | F Negro             |
| 110 Rojo                | 52 Rojo             |
| 110 Negro               | 52 Negro            |
| 111 Rojo                | 53 Rojo             |
| 111 Negro               | 53 Negro            |
| 112                     | 203                 |
| 113                     | 12                  |
| 201                     | 15                  |
| 202 Rojo                | 21 Rojo             |
| 202 Negro               | 21 Negro            |
| 203                     | 201                 |
| 204                     | 218 R y 218 N       |
| 205 Rojo                | 57 Rojo             |
| 205 Negro               | 57 Negro            |
| 206 Rojo                | 209 Rojo            |
| 206 Negro               | 209 Negro           |
| 207                     | 59                  |
| 208                     | 4                   |
| 209                     | B                   |
| 210                     | 202                 |
| 301                     | 2                   |
| 302                     | 56                  |
| 303                     | 217                 |
| 304                     | 1                   |
| 401                     | 71                  |
| 402 Rojo                | 205                 |
| 402 Negro               | 207                 |
| 403                     | 210                 |
| 404                     | A                   |

En 1976, tras el golpe de Estado y una vez asumido el intendente municipal de facto, se reduce toda participación estatal en el transporte público, cancelando planes de adquisición de unidades, suprimiendo la línea de trolebuses H (por considerarla deficitaria) y quitando el ingreso de mayores recursos económicos a la Dirección General de Trolebuses. El reordenamiento es abandonado.
El 1º de julio de 1979 la red de trolebuses es privatizada, otorgándole la concesión a la empresa Martín Fierro SRL. La empresa sustituye los cobradores a bordo por sistemas prepagos de tarjetas magnéticas. Realiza también un recarrozado de varias unidades obsoletas.
A principios de 1980, la empresa rehabilita la línea de trolebuses H, con recorrido extendido hasta el barrio España y Hospitales, pero las presiones de las empresas de ómnibus llevaron a su clausura nuevamente. El mismo año, la concesionaria resuelve extender el recorrido de la línea de trolebuses M hacia zona norte, absorbiendo de esta manera el recorrido de la línea H y creando a su vez un largo trayecto desde el extremo norte hasta el extremo sur de la ciudad: el troncal sur-norte, semejante al proyectado en 1954 durante la gestión de la Empresa de Transportes de Rosario.
Martín Fierro SRL construyó sus propias unidades mediante el desguace de trolebuses (ya en estado de obsolescencia) y microómnibus. Además adquirió 5 trolebuses soviéticos marca ZIU modelo 682b. En 1982 la empresa desarrolla un avance tecnológico para ese momento: el Electrobús, un vehículo autónomo alimentado por baterías. Se conocieron prototipos que circularon en la línea M de manera experimental por un breve tiempo, para ser luego incautados por la Municipalidad de Rosario.
Hacia finales de 1983, luego del retorno de la democracia en la república, asume la intendencia Horacio Usandizaga. Durante su gestión se dispone ordenar la concesiones del transporte público, casi en su totalidad vencidas. En 1985, mediante el decreto 2336 se llevó a cabo un llamado a licitación, el cual acabaría siendo concedido a las mismas empresas que venían prestando servicio de transporte. Las adjudicaciones son llevadas a cabo entre el 19 y el 26 de marzo de 1986. Prontamente la nueva numeración comenzó a ser exhibida en los vehículos de las prestatarias adjudicadas, exceptuando algunas de ellas que realizarían el cambio mucho más tarde o no lo harían. Se establecieron además líneas nuevas, algunas de las cuales tuvieron corta existencia (líneas 151, 162 y 163) o bien no llegaron a implementarse al no haber interesados en explotar sus recorridos (líneas 149, 150, 152, 156, 159).
Para acceder al listado de recorridos de las diversas líneas, véase Líneas de transporte de Rosario 1988.
Tabla con renumeración según Ordenanza 3946/85
| Numeración Ord. 3946/85 | Numeración anterior |
| ----------------------- | ------------------- |
| 101                     | 210 Rojo            |
| 102                     | 210 Negro           |
| 103                     | M                   |
| 104                     | A                   |
| 105                     | 207 Negro           |
| 106                     | 207 Rojo            |
| 107                     | 71                  |
| 108                     | 303 rojo            |
| 109                     | 303 Negro           |
| 110                     | 1                   |
| 111                     | 56                  |
| 112                     | 301                 |
| 113                     | E                   |
| 114                     | 58                  |
| 115                     | B                   |
| 116                     | 202                 |
| 117                     | 4 Rojo              |
| 118                     | 4 Negro             |
| 119                     | 209                 |
| 120                     | 59                  |
| 121                     | 21 Rojo             |
| 122                     | 218                 |
| 123                     | 57                  |
| 124                     | 21 Negro            |
| 125                     | 201                 |
| 126                     | 15 Negro            |
| 127                     | 15 Rojo             |
| 128                     | 52                  |
| 129                     | 53 Negro            |
| 130                     | 53 Rojo             |
| 131                     | 203 Rojo            |
| 132                     | 203 Negro           |
| 133                     | 54 Rojo             |
| 134                     | F Negro             |
| 135                     | F Rojo              |
| 136                     | 5 Negro             |
| 137                     | 5 Rojo              |
| 138                     | 10 Rojo             |
| 139                     | 10 Negro            |
| 140                     | 51 Rojo             |
| 141                     | 225                 |
| 142                     | C                   |
| 143                     | 54 Negro            |
| 144                     | 6                   |
| 145                     | 200 Verde           |
| 146                     | 200 Rojo            |
| 147                     | 78                  |
| 148                     | 51 Negro            |
| 151                     | S/D                 |
| 155                     | 303 Verde           |
| 157                     | K                   |
| 158                     | 225 Encerrado       |
| 160                     | 202 Verde           |
| 161                     | 51 Verde            |
| 162                     | S/D                 |
| 163                     | S/D                 |

En la década de 1990, factores tales como la aplicación de franquicias y pases libres (medio boleto estudiantil, gratuidad para mayores de 69), nuevos escenarios económicos y falta de previsión condujeron a la debacle al transporte público rosarino. El 30 de noviembre de 1990 el municipio declaró la caducidad de la concesión de línea 104 a la empresa Expreso Alberdi SA. Luego en 1992 la línea resultó adjudicada a la empresa 9 de Julio SRL (prestadora de servicios interurbanos), teniendo similar final. Tras ser nuevamente adjudicada a otra prestataria, 20 de Junio SRL, resulta abandonada por considerarse no rentable.
Situaciones similares causarían la desaparición de varias líneas de transporte público urbano, tales como: 104, 105, 106, 108, 109, 111, 114, 119, 124, 147, 148, 151, 155, 158, 160, 161, 162 y 163.
| FLOTA DE TRANSPORTE URBANO DE PASAJEROS DE LA CIUDAD DE ROSARIO - ALTAS AL 30/11/1995 |         |     |                    |          |      |          |                 |                  |                                             |
| #                                                                                     | LÍNEA   | INT | MARCA              | MODELO   | AÑO  | DOMINIO  | CARROCERÍA      | OBSERVACIONES    | OPERADOR                                    |
| 1                                                                                     | 101     | 26  | Mercedes-Benz      | OF1214   | 1992 | S618508  | Supercar        | EX 124 26        | Transporte Automotor Nicolás Avellaneda SRL |
| 2                                                                                     | 101     | 29  | Mercedes-Benz      | OF1215   | 1992 | S618615  | Supercar        | EX 121 29        | Transporte Automotor Nicolás Avellaneda SRL |
| 3                                                                                     | 101     | 47  | Mercedes-Benz      | 1315     | 1992 | S618612  | Corwin          | EX 121 47        | Transporte Automotor Nicolás Avellaneda SRL |
| 4                                                                                     | 101     | 60  | Mercedes-Benz      | OH1316   | 1993 | S675437  | Corwin          |                  | Transporte Automotor Nicolás Avellaneda SRL |
| 5                                                                                     | 101     | 70  | Mercedes-Benz      | LO1114   | 1987 | B2084822 | El Diseño       | EX 146 37        | Transporte Automotor Nicolás Avellaneda SRL |
| 6                                                                                     | 101     | 73  | Mercedes-Benz      | LO1114   | 1986 | S543123  | FRAM            | EX 146 36        | Transporte Automotor Nicolás Avellaneda SRL |
| 7                                                                                     | 101     | 75  | Mercedes-Benz      | LO1114   | 1989 | S542821  | FRAM            | EX 145 1         | Transporte Automotor Nicolás Avellaneda SRL |
| 8                                                                                     | 101     | 76  | Mercedes-Benz      | LO1114   | 1986 | S543122  | FRAM            | EX 146 13        | Transporte Automotor Nicolás Avellaneda SRL |
| 9                                                                                     | 101     | 78  | Mercedes-Benz      | LO1114   | 1986 | S543303  | FRAM            | EX 145 3         | Transporte Automotor Nicolás Avellaneda SRL |
| 10                                                                                    | 101     | 79  | Mercedes-Benz      | LO1114   | 1986 | S542917  | FRAM            |                  | Transporte Automotor Nicolás Avellaneda SRL |
| 11                                                                                    | 102     | 1   | El Detalle         | OA101    | 1994 | C1790072 | El Detalle      |                  | Transportes La Florida SRL                  |
| 12                                                                                    | 102     | 2   | El Detalle         | OA101    | 1993 | C1749887 | El Detalle      |                  | Transportes La Florida SRL                  |
| 13                                                                                    | 102     | 3   | Mercedes-Benz      | LO1114   | 1986 | S544767  | Bimet           |                  | Transportes La Florida SRL                  |
| 14                                                                                    | 102     | 4   | El Detalle         | OA101    | 1994 | C1790067 | El Detalle      |                  | Transportes La Florida SRL                  |
| 15                                                                                    | 102     | 5   | Mercedes-Benz      | LO1114   | 1984 | S508769  | Alcorta         |                  | Transportes La Florida SRL                  |
| 16                                                                                    | 102     | 6   | Mercedes-Benz      | LO1114   | 1985 | B2015413 | Crovara         |                  | Transportes La Florida SRL                  |
| 17                                                                                    | 102     | 7   | El Detalle         | OA101    | 1994 | C1790066 | El Detalle      |                  | Transportes La Florida SRL                  |
| 18                                                                                    | 102     | 8   | Mercedes-Benz      | LO1114   | 1988 | S556829  | Decaroli        |                  | Transportes La Florida SRL                  |
| 19                                                                                    | 102     | 9   | Mercedes-Benz      | LO1114   | 1988 | B2169770 | El Diseño       |                  | Transportes La Florida SRL                  |
| 20                                                                                    | 102     | 10  | El Detalle         | OA101    | 1994 | C1790864 | El Detalle      |                  | Transportes La Florida SRL                  |
| 21                                                                                    | 102     | 11  | Mercedes-Benz      | LO1114   | 1986 | C1321507 | San Miguel      |                  | Transportes La Florida SRL                  |
| 22                                                                                    | 102     | 13  | El Detalle         | OA101    | 1993 | C1749891 | El Detalle      |                  | Transportes La Florida SRL                  |
| 23                                                                                    | 102     | 14  | El Detalle         | OA101    | 1993 | C1749893 | El Detalle      |                  | Transportes La Florida SRL                  |
| 24                                                                                    | 102     | 15  | El Detalle         | OA101    | 1993 | C1749092 | El Detalle      |                  | Transportes La Florida SRL                  |
| 25                                                                                    | 102     | 16  | El Detalle         | OA101    | 1994 | C1798068 | El Detalle      |                  | Transportes La Florida SRL                  |
| 26                                                                                    | 102     | 17  | El Detalle         | OA101    | 1994 | C1790870 | El Detalle      |                  | Transportes La Florida SRL                  |
| 27                                                                                    | 102     | 18  | El Detalle         | OA101    | 1994 | C1790871 | El Detalle      |                  | Transportes La Florida SRL                  |
| 28                                                                                    | 102     | 19  | Mercedes-Benz      | LO1114   | 1985 | C1279658 | Supercar        |                  | Transportes La Florida SRL                  |
| 29                                                                                    | 102     | 20  | Mercedes-Benz      | LO1114   | 1984 | S508274  | Preferida       |                  | Transportes La Florida SRL                  |
| 30                                                                                    | 102     | 22  | Mercedes-Benz      | LO1114   | 1987 | S556646  | BI-CAR          |                  | Transportes La Florida SRL                  |
| 31                                                                                    | 102     | 23  | Mercedes-Benz      | LO1114   | 1987 | B2148272 | El Diseño       |                  | Transportes La Florida SRL                  |
| 32                                                                                    | 102     | 24  | Mercedes-Benz      | LO1114   | 1987 | B2166089 | Crovara         |                  | Transportes La Florida SRL                  |
| 33                                                                                    | 102     | 27  | El Detalle         | OA101    | 1993 | C1749890 | El Detalle      |                  | Transportes La Florida SRL                  |
| 34                                                                                    | 102     | 28  | Mercedes-Benz      | LO1114   | 1985 | S524690  | Bimet           | EX 101 28        | Transportes La Florida SRL                  |
| 35                                                                                    | 102     | 29  | El Detalle         | OA101    | 1994 | C1790065 | El Detalle      |                  | Transportes La Florida SRL                  |
| 36                                                                                    | 102     | 31  | Mercedes-Benz      | LO1114   | 1988 | S556998  | Decaroli        | EX 101 31        | Transportes La Florida SRL                  |
| 37                                                                                    | 102     | 33  | El Detalle         | OA101    | 1993 | C1749889 | El Detalle      |                  | Transportes La Florida SRL                  |
| 38                                                                                    | 102     | 34  | El Detalle         | OA101    | 1993 | C1749888 | El Detalle      |                  | Transportes La Florida SRL                  |
| 39                                                                                    | 102     | 35  | El Detalle         | OA101    | 1994 | C1790069 | El Detalle      |                  | Transportes La Florida SRL                  |
| 40                                                                                    | 103     | 1   | Mercedes-Benz      | 1314     | 1990 | S579098  | La Favorita     |                  | Martín Fierro SA                            |
| 41                                                                                    | 103     | 2   | Mercedes-Benz      | 1314     | 1989 | C1471119 | La Favorita     |                  | Martín Fierro SA                            |
| 42                                                                                    | 103     | 3   | Mercedes-Benz      | 1320     | 1993 | S642635  | La Favorita     | EX K 12          | Martín Fierro SA                            |
| 43                                                                                    | 103     | 4   | Mercedes-Benz      | OH1314   | 1989 | RGK090   | EiVar           | C1476058         | Martín Fierro SA                            |
| 44                                                                                    | 103     | 5   | Mercedes-Benz      | 1320     | 1993 | S642636  | La Favorita     | EX K 11          | Martín Fierro SA                            |
| 45                                                                                    | 103     | 6   | Mercedes-Benz      | OH1316   | 1992 | S632353  | Bus             |                  | Martín Fierro SA                            |
| 46                                                                                    | 103     | 7   | Mercedes-Benz      | OH1316   | 1989 | C1481416 | Bus             |                  | Martín Fierro SA                            |
| 47                                                                                    | 103     | 8   | Mercedes-Benz      | 1318     | 1992 | S634313  | Peveri          |                  | Martín Fierro SA                            |
| 48                                                                                    | 103     | 9   | Mercedes-Benz      | 1318     | 1992 | S634312  | Peveri          |                  | Martín Fierro SA                            |
| 49                                                                                    | 103     | 10  | Mercedes-Benz      | OH1316   | 1993 | C1758993 | Bus             |                  | Martín Fierro SA                            |
| 50                                                                                    | 103     | 11  | El Detalle         | OA101    | 1993 | C1727604 | El Detalle      |                  | Martín Fierro SA                            |
| 51                                                                                    | 103     | 12  | El Detalle         | OA101    | 1993 | C1750091 | El Detalle      |                  | Martín Fierro SA                            |
| 52                                                                                    | 103     | 13  | El Detalle         | OA101    | 1993 | C1727597 | El Detalle      |                  | Martín Fierro SA                            |
| 53                                                                                    | 103     | 14  | El Detalle         | OA101    | 1993 | C1750097 | El Detalle      |                  | Martín Fierro SA                            |
| 54                                                                                    | 103     | 15  | Mercedes-Benz      | OH1316   | 1993 | C1722640 | Bus             |                  | Martín Fierro SA                            |
| 55                                                                                    | 103     | 16  | Mercedes-Benz      | OH1314   | 1990 | S597108  | La Favorita     |                  | Martín Fierro SA                            |
| 56                                                                                    | 103     | 17  | Mercedes-Benz      | OH1316   | 1991 | S614452  | Bus             |                  | Martín Fierro SA                            |
| 57                                                                                    | 103     | 18  | Mercedes-Benz      | OH1316   | 1993 | C1722642 | Bus             |                  | Martín Fierro SA                            |
| 58                                                                                    | 103     | 19  | Mercedes-Benz      | 1314     | 1990 | S597102  | AUTOSER         |                  | Martín Fierro SA                            |
| 59                                                                                    | 103     | 20  | Mercedes-Benz      | 1314     | 1990 | S597104  | AUTOSER         |                  | Martín Fierro SA                            |
| 60                                                                                    | 103     | 21  | Mercedes-Benz      | OH1316   | 1993 | S651550  | Bus             |                  | Martín Fierro SA                            |
| 61                                                                                    | 103     | 22  | Mercedes-Benz      | OH1316   | 1993 | S651552  | Bus             | EX 153 37        | Martín Fierro SA                            |
| 62                                                                                    | 103     | 23  | Mercedes-Benz      | OH1316   | 1991 | S593535  | Bus             |                  | Martín Fierro SA                            |
| 63                                                                                    | 103     | 24  | Mercedes-Benz      | OH1314   | 1989 | B2197992 |                 |                  | Martín Fierro SA                            |
| 64                                                                                    | 103     | 25  | Mercedes-Benz      | OH1318   | 1993 | S642647  | La Favorita     |                  | Martín Fierro SA                            |
| 65                                                                                    | 103     | 26  | Mercedes-Benz      | OH1316   | 1993 | S651551  | Bus             | EX 153 38        | Martín Fierro SA                            |
| 66                                                                                    | 103     | 27  | Mercedes-Benz      | OH1316   | 1992 | S632352  | Bus             |                  | Martín Fierro SA                            |
| 67                                                                                    | 103     | 28  | Mercedes-Benz      | OH1316   | 1991 | S593606  | Bus             |                  | Martín Fierro SA                            |
| 68                                                                                    | 103     | 29  | Mercedes-Benz      | OH1316   | 1993 | C1758996 | Bus             | EX 153 40        | Martín Fierro SA                            |
| 69                                                                                    | 103     | 30  | Mercedes-Benz      | 1314     | 1991 | S606826  | Peveri          |                  | Martín Fierro SA                            |
| 70                                                                                    | 103     | 31  | Mercedes-Benz      | OH1316   | 1994 | C1758997 | Bus             | EX 153 44        | Martín Fierro SA                            |
| 71                                                                                    | 103     | 32  | Mercedes-Benz      | 1315 OH  | 1992 | S614467  | Peveri          | EX K 11          | Martín Fierro SA                            |
| 72                                                                                    | 103     | 33  | Mercedes-Benz      | 1315     | 1991 | B2306799 | Bus             |                  | Martín Fierro SA                            |
| 73                                                                                    | 103     | 34  | Mercedes-Benz      | 1314     | 1990 | C1496652 | Supercar        |                  | Martín Fierro SA                            |
| 74                                                                                    | 105     | 23  | El Detalle         | OA101    | 1993 | C1702964 | El Detalle      |                  | Empresa 20 de Junio SRL                     |
| 75                                                                                    | 105     | 27  | El Detalle         | OA101    | 1993 | C1703140 | El Detalle      |                  | Empresa 20 de Junio SRL                     |
| 76                                                                                    | 105     | 31  | El Detalle         | OA101    | 1993 | C1703141 | El Detalle      |                  | Empresa 20 de Junio SRL                     |
| 77                                                                                    | 105     | 32  | El Detalle         | OA101    | 1993 | C1703135 | El Detalle      | EX 104           | Empresa 20 de Junio SRL                     |
| 78                                                                                    | 105     | 34  | El Detalle         | OA101    | 1993 | C1703166 | El Detalle      |                  | Empresa 20 de Junio SRL                     |
| 79                                                                                    | 105     | 37  | El Detalle         | OA101    | 1993 | C1703134 | El Detalle      | EX 104           | Empresa 20 de Junio SRL                     |
| 80                                                                                    | 105     | 38  | El Detalle         | OA101    | 1993 | C1703164 | El Detalle      | EX 104           | Empresa 20 de Junio SRL                     |
| 81                                                                                    | 105     | 39  | El Detalle         | OA101    | 1993 | C1703165 | El Detalle      | EX 104           | Empresa 20 de Junio SRL                     |
| 82                                                                                    | 105     | 40  | El Detalle         | OA101    | 1993 | C1703161 | El Detalle      | EX 104           | Empresa 20 de Junio SRL                     |
| 83                                                                                    | 105     | 41  | El Detalle         | OA101    | 1993 | C1703162 | El Detalle      | EX 104           | Empresa 20 de Junio SRL                     |
| 84                                                                                    | 105     | 43  | El Detalle         | OA101    | 1993 | C1703163 | El Detalle      | EX 104           | Empresa 20 de Junio SRL                     |
| 85                                                                                    | 106     | 21  | El Detalle         | OA101    | 1993 | C1703271 | El Detalle      |                  | Transporte Automotor Gral Azcuénaga SRL     |
| 86                                                                                    | 106     | 22  | El Detalle         | OA101    | 1993 | C1703273 | El Detalle      |                  | Transporte Automotor Gral Azcuénaga SRL     |
| 87                                                                                    | 106     | 23  | El Detalle         | OA101    | 1993 | C1703272 | El Detalle      |                  | Transporte Automotor Gral Azcuénaga SRL     |
| 88                                                                                    | 106     | 24  | El Detalle         | OA101    | 1993 | C1703275 | El Detalle      |                  | Transporte Automotor Gral Azcuénaga SRL     |
| 89                                                                                    | 106     | 25  | El Detalle         | OA101    | 1993 | C1703270 | El Detalle      |                  | Transporte Automotor Gral Azcuénaga SRL     |
| 90                                                                                    | 106     | 26  | El Detalle         | OA101    | 1993 | C1703274 | El Detalle      |                  | Transporte Automotor Gral Azcuénaga SRL     |
| 91                                                                                    | 106     | 54  | El Detalle         | OA101    | 1993 | C1727304 | El Detalle      |                  | Transporte Automotor Gral Azcuénaga SRL     |
| 92                                                                                    | 106     | 55  | El Detalle         | OA101    | 1993 | C1727303 | El Detalle      |                  | Transporte Automotor Gral Azcuénaga SRL     |
| 93                                                                                    | 106     | 56  | El Detalle         | OA101    | 1993 | C1727305 | El Detalle      |                  | Transporte Automotor Gral Azcuénaga SRL     |
| 94                                                                                    | 106     | 61  | El Detalle         | OA101    | 1993 | C1727437 | El Detalle      | EX 101           | Transporte Automotor Gral Azcuénaga SRL     |
| 95                                                                                    | 107     | 1   | Mercedes-Benz      | OHL1320  | 1995 | AFH091   | ALASA           |                  | Transportes Baigorria SRL                   |
| 96                                                                                    | 107     | 2   | Mercedes-Benz      | OH1316   | 1993 | S655590  | Ugarte          |                  | Transportes Baigorria SRL                   |
| 97                                                                                    | 107     | 3   | Mercedes-Benz      | OH1316   | 1993 | S65994   | Peveri          |                  | Transportes Baigorria SRL                   |
| 98                                                                                    | 107     | 4   | Mercedes-Benz      | LO1114   | 1987 | C1340864 | Crovara         |                  | Transportes Baigorria SRL                   |
| 99                                                                                    | 107     | 5   | Mercedes-Benz      | OH1316   | 1993 | S659305  | Peveri          |                  | Transportes Baigorria SRL                   |
| 100                                                                                   | 107     | 6   | Mercedes-Benz      | LO1114   | 1988 | C1384639 | Crovara         |                  | Transportes Baigorria SRL                   |
| 101                                                                                   | 107     | 7   | El Detalle         | OA101    | 1994 | C1790053 | El Detalle      |                  | Transportes Baigorria SRL                   |
| 102                                                                                   | 107     | 8   | Mercedes-Benz      | OH1316   | 1993 | S655576  | Ugarte          |                  | Transportes Baigorria SRL                   |
| 103                                                                                   | 107     | 9   | Mercedes-Benz      | OH1316   | 1993 | S648662  | Ugarte          |                  | Transportes Baigorria SRL                   |
| 104                                                                                   | 107     | 10  | Mercedes-Benz      | OH1316   | 1992 | S634290  | Ugarte          |                  | Transportes Baigorria SRL                   |
| 105                                                                                   | 107     | 11  | Mercedes-Benz      | OH1316   | 1994 | S695762  | CND             |                  | Transportes Baigorria SRL                   |
| 106                                                                                   | 107     | 12  | Mercedes-Benz      | OH1316   | 1993 | S655588  | Ugarte          |                  | Transportes Baigorria SRL                   |
| 107                                                                                   | 107     | 13  | El Detalle         | OA101    | 1994 | C1790051 | El Detalle      |                  | Transportes Baigorria SRL                   |
| 108                                                                                   | 107     | 14  | Mercedes-Benz      | 1314     | 1989 | S588360  | Crovara         |                  | Transportes Baigorria SRL                   |
| 109                                                                                   | 107     | 15  | Mercedes-Benz      | OHL1320  | 1995 | ABP600   | ALASA           |                  | Transportes Baigorria SRL                   |
| 110                                                                                   | 107     | 16  | Mercedes-Benz      | 1314     | 1988 | C1429633 | ALA             |                  | Transportes Baigorria SRL                   |
| 111                                                                                   | 107     | 17  | Mercedes-Benz      | OH1316   | 1994 | S693160  | CND             |                  | Transportes Baigorria SRL                   |
| 112                                                                                   | 107     | 18  | El Detalle         | OA101    | 1994 | C1790052 | El Detalle      |                  | Transportes Baigorria SRL                   |
| 113                                                                                   | 107     | 19  | Mercedes-Benz      | OH1316   | 1993 | S663048  | Ugarte          |                  | Transportes Baigorria SRL                   |
| 114                                                                                   | 107     | 20  | Mercedes-Benz      | OHL1320  | 1995 | ABP658   | ALASA           |                  | Transportes Baigorria SRL                   |
| 115                                                                                   | 107     | 21  | Mercedes-Benz      | OH1316   | 1993 | S648652  | Peveri          |                  | Transportes Baigorria SRL                   |
| 116                                                                                   | 107     | 22  | Mercedes-Benz      | OHL1320  | 1995 | AGU513   | ALASA           |                  | Transportes Baigorria SRL                   |
| 117                                                                                   | 107     | 23  | Mercedes-Benz      | OF1214   | 1989 | B2243513 | Crovara         |                  | Transportes Baigorria SRL                   |
| 118                                                                                   | 107     | 24  | Mercedes-Benz      | OH1316   | 1994 | S965710  | CND             |                  | Transportes Baigorria SRL                   |
| 119                                                                                   | 107     | 25  | Mercedes-Benz      | 1314     | 1989 | C1433948 | El Diseño       |                  | Transportes Baigorria SRL                   |
| 120                                                                                   | 107     | 26  | Mercedes-Benz      | OH1316   | 1994 | S689644  | CND             |                  | Transportes Baigorria SRL                   |
| 121                                                                                   | 107     | 27  | Mercedes-Benz      | OH1316   | 1993 | S663047  | Peveri          |                  | Transportes Baigorria SRL                   |
| 122                                                                                   | 107     | 28  | Mercedes-Benz      | OH1316   | 1994 | S695751  | CND             |                  | Transportes Baigorria SRL                   |
| 123                                                                                   | 107     | 29  | Mercedes-Benz      | LO1114   | 1987 | S543632  | Suyai           |                  | Transportes Baigorria SRL                   |
| 124                                                                                   | 107     | 30  | Mercedes-Benz      | LO1114   | 1987 | B2156274 | San Juan        |                  | Transportes Baigorria SRL                   |
| 125                                                                                   | 108     | 1   | El Detalle         | OA101    | 1990 | Y043409  | El Detalle      |                  | Empresa 7 de Septiembre SRL                 |
| 126                                                                                   | 108     | 2   | Zanello            | UN960    | 1991 | S606822  | Peveri          |                  | Empresa 7 de Septiembre SRL                 |
| 127                                                                                   | 108     | 3   | El Detalle         | OA101    | 1993 | C1702860 | El Detalle      |                  | Empresa 7 de Septiembre SRL                 |
| 128                                                                                   | 108     | 4   | El Detalle         | OA101    | 1991 | C1525092 | El Detalle      |                  | Empresa 7 de Septiembre SRL                 |
| 129                                                                                   | 108     | 5   | Mercedes-Benz      | REC1214  | 1980 | S427777  | La Favorita     |                  | Empresa 7 de Septiembre SRL                 |
| 130                                                                                   | 108     | 6   | Mercedes-Benz      | REC1214  | 1980 | S427780  | Corwin          |                  | Empresa 7 de Septiembre SRL                 |
| 131                                                                                   | 108     | 7   | Mercedes-Benz      | REC1214  | 1980 | S427782  | Corwin          |                  | Empresa 7 de Septiembre SRL                 |
| 132                                                                                   | 108     | 8   | El Detalle         | OA101    | 1993 | C1702861 | El Detalle      |                  | Empresa 7 de Septiembre SRL                 |
| 133                                                                                   | 108     | 9   | El Detalle         | OA101    | 1991 | C1525094 | El Detalle      |                  | Empresa 7 de Septiembre SRL                 |
| 134                                                                                   | 108     | 10  | El Detalle         | OA101    | 1993 | C1702848 | El Detalle      |                  | Empresa 7 de Septiembre SRL                 |
| 135                                                                                   | 108     | 11  | El Detalle         | OA101    | 1993 | C1702846 | El Detalle      |                  | Empresa 7 de Septiembre SRL                 |
| 136                                                                                   | 108     | 12  | El Detalle         | OA101    | 1993 | C1702851 | El Detalle      |                  | Empresa 7 de Septiembre SRL                 |
| 137                                                                                   | 108     | 13  | El Detalle         | OA101    | 1990 | C1487360 | El Detalle      |                  | Empresa 7 de Septiembre SRL                 |
| 138                                                                                   | 108     | 15  | Mercedes-Benz      | REC1114  | 1980 | B1713984 | Corwin          |                  | Empresa 7 de Septiembre SRL                 |
| 139                                                                                   | 108     | 16  | El Detalle         | OA101    | 1993 | C1702855 | El Detalle      |                  | Empresa 7 de Septiembre SRL                 |
| 140                                                                                   | 108     | 20  | Mercedes-Benz      | REC1214  | 1979 | S427787  | Corwin          | EX 108 7         | Empresa 7 de Septiembre SRL                 |
| 141                                                                                   | 109     | 17  | El Detalle         | OA101    | 1993 | C1702850 | El Detalle      |                  | Empresa 7 de Septiembre SRL                 |
| 142                                                                                   | 109     | 18  | El Detalle         | OA101    | 1993 | C1702859 | El Detalle      |                  | Empresa 7 de Septiembre SRL                 |
| 143                                                                                   | 109     | 19  | El Detalle         | OA101    | 1993 | C1702858 | El Detalle      |                  | Empresa 7 de Septiembre SRL                 |
| 144                                                                                   | 109     | 21  | El Detalle         | OA101    | 1993 | C1702852 | El Detalle      |                  | Empresa 7 de Septiembre SRL                 |
| 145                                                                                   | 109     | 23  | El Detalle         | OA101    | 1993 | C1702843 | El Detalle      |                  | Empresa 7 de Septiembre SRL                 |
| 146                                                                                   | 109     | 24  | El Detalle         | OA101    | 1993 | C1702856 | El Detalle      |                  | Empresa 7 de Septiembre SRL                 |
| 147                                                                                   | 109     | 25  | El Detalle         | OA101    | 1993 | C1702842 | El Detalle      |                  | Empresa 7 de Septiembre SRL                 |
| 148                                                                                   | 109     | 26  | El Detalle         | OA101    | 1993 | C1702844 | El Detalle      |                  | Empresa 7 de Septiembre SRL                 |
| 149                                                                                   | 109     | 27  | El Detalle         | OA101    | 1993 | C1702854 | El Detalle      |                  | Empresa 7 de Septiembre SRL                 |
| 150                                                                                   | 109     | 28  | El Detalle         | OA101    | 1993 | C1702849 | El Detalle      |                  | Empresa 7 de Septiembre SRL                 |
| 151                                                                                   | 109     | 31  | El Detalle         | OA101    | 1991 | C1525074 | El Detalle      |                  | Empresa 7 de Septiembre SRL                 |
| 152                                                                                   | 109     | 32  | El Detalle         | OA101    | 1991 | C1525054 | El Detalle      |                  | Empresa 7 de Septiembre SRL                 |
| 153                                                                                   | 110     | 1   | Mercedes-Benz      | LO1114   | 1984 | C1210800 | Suyai           |                  | ETP Empalme Graneros SRL                    |
| 154                                                                                   | 110     | 2   | Mercedes-Benz      | LO1114   | 1985 | A069236  | San Juan        |                  | ETP Empalme Graneros SRL                    |
| 155                                                                                   | 110     | 3   | Mercedes-Benz      | OHL1320  | 1994 | C1754310 | Alcar           |                  | ETP Empalme Graneros SRL                    |
| 156                                                                                   | 110     | 4   | Mercedes-Benz      | OF1214   | 1986 | T110610  | Alcar           |                  | ETP Empalme Graneros SRL                    |
| 157                                                                                   | 110     | 5   | Mercedes-Benz      | REC1114  | 1980 | S435586  | Corwin          |                  | ETP Empalme Graneros SRL                    |
| 158                                                                                   | 110     | 6   | Mercedes-Benz      | REC1114  | 1981 | C1057595 | Bimet           |                  | ETP Empalme Graneros SRL                    |
| 159                                                                                   | 110     | 7   | Mercedes-Benz      | OHL1320  | 1994 | C1754311 | Alcar           |                  | ETP Empalme Graneros SRL                    |
| 160                                                                                   | 110     | 8   | Mercedes-Benz      | 1320     | 1994 | C1756597 | Alcar           |                  | ETP Empalme Graneros SRL                    |
| 161                                                                                   | 110     | 9   | Mercedes-Benz      | 1320     | 1994 | C1756893 | Alcar           |                  | ETP Empalme Graneros SRL                    |
| 162                                                                                   | 110     | 10  | Mercedes-Benz      | REC1114  | 1980 | C1043158 | Bimet           |                  | ETP Empalme Graneros SRL                    |
| 163                                                                                   | 110     | 11  | Mercedes-Benz      | OF1214   | 1986 | T110612  | Alcar           |                  | ETP Empalme Graneros SRL                    |
| 164                                                                                   | 110     | 12  | Mercedes-Benz      | REC1114  | 1980 | B1714138 | Bimet           |                  | ETP Empalme Graneros SRL                    |
| 165                                                                                   | 110     | 13  | Mercedes-Benz      | 1320     | 1994 | C1756595 | Alcar           |                  | ETP Empalme Graneros SRL                    |
| 166                                                                                   | 110     | 14  | Mercedes-Benz      | 1320     | 1994 | C1756596 | Alcar           |                  | ETP Empalme Graneros SRL                    |
| 167                                                                                   | 110     | 15  | Mercedes-Benz      | OHL1320  | 1994 | C1754291 | Alcar           |                  | ETP Empalme Graneros SRL                    |
| 168                                                                                   | 110     | 16  | Mercedes-Benz      | LO1114   | 1985 | A069237  | San Juan        |                  | ETP Empalme Graneros SRL                    |
| 169                                                                                   | 110     | 17  | Mercedes-Benz      | REC1114  | 1978 | S395646  | Bimet           |                  | ETP Empalme Graneros SRL                    |
| 170                                                                                   | 110     | 18  | Mercedes-Benz      | OF1214   | 1990 | S597193  | El Diseño       |                  | ETP Empalme Graneros SRL                    |
| 171                                                                                   | 110     | 19  | Mercedes-Benz      | OHL1320  | 1994 | C1754202 | Alcar           |                  | ETP Empalme Graneros SRL                    |
| 172                                                                                   | 110     | 20  | Mercedes-Benz      | OHL1320  | 1994 | C1754203 | Alcar           |                  | ETP Empalme Graneros SRL                    |
| 173                                                                                   | 111     | 1   | Mercedes-Benz      | OF1214   | 1988 | B2197834 | Bus             |                  | Empresa Don Bosco SRL                       |
| 174                                                                                   | 111     | 2   | Mercedes-Benz      | OF1214   | 1989 | C1454810 | San Miguel      | EX 146 11        | Empresa Don Bosco SRL                       |
| 175                                                                                   | 111     | 3   | Mercedes-Benz      | OF1214   | 1986 | C1366270 | El Diseño       |                  | Empresa Don Bosco SRL                       |
| 176                                                                                   | 111     | 4   | Mercedes-Benz      | OF1214   | 1986 | C1349494 | El Diseño       |                  | Empresa Don Bosco SRL                       |
| 177                                                                                   | 111     | 5   | Mercedes-Benz      | *1314 OH | 1988 | C1441432 | ALA             |                  | Empresa Don Bosco SRL                       |
| 178                                                                                   | 111     | 6   | Mercedes-Benz      | OF1214   | 1986 | C1349495 | El Diseño       | EX 128 10        | Empresa Don Bosco SRL                       |
| 179                                                                                   | 111     | 7   | Mercedes-Benz      | OF1214   | 1988 | B2137786 | Bus             |                  | Empresa Don Bosco SRL                       |
| 180                                                                                   | 111     | 8   | Mercedes-Benz      | OF1214   | 1989 | B2244556 | ALA             |                  | Empresa Don Bosco SRL                       |
| 181                                                                                   | 111     | 9   | Mercedes-Benz      | OF1214   | 1986 | C1349743 | El Diseño       |                  | Empresa Don Bosco SRL                       |
| 182                                                                                   | 111     | 10  | Mercedes-Benz      | OF1214   | 1990 | S601258  | El Diseño       |                  | Empresa Don Bosco SRL                       |
| 183                                                                                   | 111     | 11  | Mercedes-Benz      | 1314     | 1991 | B2266338 | CEAP            |                  | Empresa Don Bosco SRL                       |
| 184                                                                                   | 111     | 12  | Mercedes-Benz      | *1314    | 1989 | B2258236 | Suyai           | EX 111 5         | Empresa Don Bosco SRL                       |
| 185                                                                                   | 111     | 13  | Mercedes-Benz      | OH1314   | 1990 | S594749  | Bus             |                  | Empresa Don Bosco SRL                       |
| 186                                                                                   | 111     | 14  | Mercedes-Benz      | OF1214   | 1986 | C1349496 | El Diseño       |                  | Empresa Don Bosco SRL                       |
| 187                                                                                   | 111     | 15  | Mercedes-Benz      | OF1214   | 1987 | S541900  | El Diseño       |                  | Empresa Don Bosco SRL                       |
| 188                                                                                   | 111     | 16  | Mercedes-Benz      | OH1314   | 1989 | B2242346 | La Favorita     |                  | Empresa Don Bosco SRL                       |
| 189                                                                                   | 111     | 17  | Mercedes-Benz      | OF1214   | 1992 | S629442  | Suyai           |                  | Empresa Don Bosco SRL                       |
| 190                                                                                   | 111     | 18  | Mercedes-Benz      | OH1316   | 1994 | C1825661 | Bus             |                  | Empresa Don Bosco SRL                       |
| 191                                                                                   | 112     | 1   | Mercedes-Benz      | OF1214   | 1991 | S604706  | El Diseño       |                  | Río Carcarañá SRL                           |
| 192                                                                                   | 112     | 2   | Mercedes-Benz      | 1314     | 1988 | C1430477 | La Favorita     |                  | Río Carcarañá SRL                           |
| 193                                                                                   | 112     | 3   | Mercedes-Benz      | OF1214   | 1991 | S601279  | El Diseño       |                  | Río Carcarañá SRL                           |
| 194                                                                                   | 112     | 4   | Mercedes-Benz      | OF1214   | 1991 | S601267  | El Diseño       |                  | Río Carcarañá SRL                           |
| 195                                                                                   | 112     | 5   | Mercedes-Benz      | OF1214   | 1990 | S601216  | El Diseño       |                  | Río Carcarañá SRL                           |
| 196                                                                                   | 112     | 6   | El Detalle         | OA101    | 1992 | C1575922 | El Detalle      |                  | Río Carcarañá SRL                           |
| 197                                                                                   | 112     | 7   | El Detalle         | OA101    | 1990 | C1487098 | El Detalle      |                  | Río Carcarañá SRL                           |
| 198                                                                                   | 112     | 8   | Mercedes-Benz      | 1314     | 1988 | C1441703 | Corwin          |                  | Río Carcarañá SRL                           |
| 199                                                                                   | 112     | 9   | El Detalle         | OA101    | 1992 | C1554091 | El Detalle      |                  | Río Carcarañá SRL                           |
| 200                                                                                   | 112     | 10  | El Detalle         | OA101    | 1992 | C1575923 | El Detalle      |                  | Río Carcarañá SRL                           |
| 201                                                                                   | 112     | 11  | El Detalle         | OA101    | 1992 | C1611116 | El Detalle      |                  | Río Carcarañá SRL                           |
| 202                                                                                   | 112     | 12  | El Detalle         | OA101    | 1991 | B2292651 | El Detalle      |                  | Río Carcarañá SRL                           |
| 203                                                                                   | 112     | 13  | Mercedes-Benz      | OF1214   | 1990 | S601206  | El Diseño       |                  | Río Carcarañá SRL                           |
| 204                                                                                   | 112     | 14  | Mercedes-Benz      | LO1114   | 1986 | C1295872 | La Favorita     |                  | Río Carcarañá SRL                           |
| 205                                                                                   | 112     | 15  | Mercedes-Benz      | 1314     | 1989 | C1442079 | ALA             |                  | Río Carcarañá SRL                           |
| 206                                                                                   | 112     | 16  | Mercedes-Benz      | LO1114   | 1990 | S577635  | Supercar        | EX 146 13        | Río Carcarañá SRL                           |
| 207                                                                                   | 112     | 17  | Mercedes-Benz      | 1314     | 1989 | B2216422 | San Juan        |                  | Río Carcarañá SRL                           |
| 208                                                                                   | 112     | 18  | Mercedes-Benz      | REC1214  | 1980 | C1019527 | Pizzo           |                  | Río Carcarañá SRL                           |
| 209                                                                                   | 112     | 19  | Mercedes-Benz      | REC1214  | 1980 | C1019513 | Líder           |                  | Río Carcarañá SRL                           |
| 210                                                                                   | 112     | 20  | Mercedes-Benz      | REC1214  | 1980 | C1019512 | Pizzo           |                  | Río Carcarañá SRL                           |
| 211                                                                                   | 112     | 21  | Mercedes-Benz      | REC1214  | 1980 | C1019530 | Integral        |                  | Río Carcarañá SRL                           |
| 212                                                                                   | 112     | 22  | Mercedes-Benz      | REC1214  | 1980 | C1019516 | Líder           |                  | Río Carcarañá SRL                           |
| 213                                                                                   | 112     | 23  | Mercedes-Benz      | REC1214  | 1980 | C1019515 | San Juan        |                  | Río Carcarañá SRL                           |
| 214                                                                                   | 112     | 24  | Mercedes-Benz      | 1314     | 1989 | B2216423 | San Juan        |                  | Río Carcarañá SRL                           |
| 215                                                                                   | 112     | 25  | El Detalle         | OA101    | 1993 | C1703269 | El Detalle      |                  | Río Carcarañá SRL                           |
| 216                                                                                   | 112     | 26  | El Detalle         | OA101    | 1993 | C1703266 | El Detalle      |                  | Río Carcarañá SRL                           |
| 217                                                                                   | 112     | 27  | El Detalle         | OA101    | 1993 | C1706268 | El Detalle      |                  | Río Carcarañá SRL                           |
| 218                                                                                   | 112     | 28  | El Detalle         | OA101    | 1993 | C1703267 | El Detalle      |                  | Río Carcarañá SRL                           |
| 219                                                                                   | 112     | 29  | Mercedes-Benz      | LO1114   | 1985 | S519441  | San Juan        |                  | Río Carcarañá SRL                           |
| 220                                                                                   | 112     | 30  | El Detalle         | OA101    | 1992 | C1554095 | El Detalle      |                  | Río Carcarañá SRL                           |
| 221                                                                                   | 112     | 31  | El Detalle         | OA101    | 1992 | C1554113 | El Detalle      |                  | Río Carcarañá SRL                           |
| 222                                                                                   | 113     | 1   | El Detalle         | OA101    | 1994 | C1790117 | El Detalle      |                  | ETP Línea E SRL                             |
| 223                                                                                   | 113     | 2   | Mercedes-Benz      | LO1114   | 1986 | C1367845 | La Favorita     |                  | ETP Línea E SRL                             |
| 224                                                                                   | 113     | 3   | El Detalle         | OA101    | 1994 | C1790116 | El Detalle      |                  | ETP Línea E SRL                             |
| 225                                                                                   | 113     | 4   | El Detalle         | OA101    | 1994 | C1790112 | El Detalle      |                  | ETP Línea E SRL                             |
| 226                                                                                   | 113     | 5   | El Detalle         | OA101    | 1994 | C1790118 | El Detalle      |                  | ETP Línea E SRL                             |
| 227                                                                                   | 113     | 6   | El Detalle         | OA101    | 1994 | C1790110 | El Detalle      |                  | ETP Línea E SRL                             |
| 228                                                                                   | 113     | 7   | El Detalle         | OA101    | 1994 | C1790115 | El Detalle      |                  | ETP Línea E SRL                             |
| 229                                                                                   | 113     | 8   | El Detalle         | OA101    | 1994 | C1790113 | El Detalle      |                  | ETP Línea E SRL                             |
| 230                                                                                   | 113     | 9   | El Detalle         | OA101    | 1994 | C1790114 | El Detalle      |                  | ETP Línea E SRL                             |
| 231                                                                                   | 113     | 10  | Mercedes-Benz      | LO1114   | 1985 | S517225  | Bimet           |                  | ETP Línea E SRL                             |
| 232                                                                                   | 113     | 11  | Mercedes-Benz      | LO1114   | 1986 | S539046  | Bimet           |                  | ETP Línea E SRL                             |
| 233                                                                                   | 113     | 12  | Mercedes-Benz      | LO1114   | 1984 | S508434  | ALA             |                  | ETP Línea E SRL                             |
| 234                                                                                   | 113     | 13  | Mercedes-Benz      | LO1114   | 1985 | S519610  | Splendid        |                  | ETP Línea E SRL                             |
| 235                                                                                   | 113     | 14  | Mercedes-Benz      | LO1114   | 1986 | B2059783 | El Indio        |                  | ETP Línea E SRL                             |
| 236                                                                                   | 113     | 15  | Mercedes-Benz      | LO1114   | 1987 | B2148982 | San Juan        |                  | ETP Línea E SRL                             |
| 237                                                                                   | 113     | 16  | Mercedes-Benz      | LO1114   | 1988 | B2188646 | La Favorita     |                  | ETP Línea E SRL                             |
| 238                                                                                   | 113     | 17  | El Detalle         | OA101    | 1994 | C1790111 | El Detalle      |                  | ETP Línea E SRL                             |
| 239                                                                                   | 113     | 18  | Mercedes-Benz      | LO1114   | 1984 | S516957  | ALA             |                  | ETP Línea E SRL                             |
| 240                                                                                   | 114     | 2   | Mercedes-Benz      | OF1214   | 1988 | B2199128 | Bimet           |                  | Transportes Saladillo SA                    |
| 241                                                                                   | 114     | 3   | Mercedes-Benz      | OF1214   | 1989 | C2199359 | Bimet           |                  | Transportes Saladillo SA                    |
| 242                                                                                   | 114     | 4   | Mercedes-Benz      | LO1114   | 1987 | S561539  | Bimet           |                  | Transportes Saladillo SA                    |
| 243                                                                                   | 114     | 5   | Mercedes-Benz      | LO1114   | 1986 | B2072081 | Suyai           |                  | Transportes Saladillo SA                    |
| 244                                                                                   | 114     | 6   | Mercedes-Benz      | LO1114   | 1988 | B2174789 | Bimet           |                  | Transportes Saladillo SA                    |
| 245                                                                                   | 114     | 7   | Mercedes-Benz      | LO1114   | 1986 | B2072066 | Suyai           |                  | Transportes Saladillo SA                    |
| 246                                                                                   | 114     | 8   | Mercedes-Benz      | LO1114   | 1988 | B2198629 | Bimet           |                  | Transportes Saladillo SA                    |
| 247                                                                                   | 114     | 9   | Mercedes-Benz      | LO1114   | 1987 | S558146  | Suyai           |                  | Transportes Saladillo SA                    |
| 248                                                                                   | 114     | 10  | Mercedes-Benz      | LO1114   | 1987 | S561830  | Bimet           |                  | Transportes Saladillo SA                    |
| 249                                                                                   | 114     | 11  | Mercedes-Benz      | LO1114   | 1988 | B2174787 | Bimet           |                  | Transportes Saladillo SA                    |
| 250                                                                                   | 114     | 12  | Mercedes-Benz      | LO1114   | 1988 | S565651  | Bimet           |                  | Transportes Saladillo SA                    |
| 251                                                                                   | 114     | 13  | Mercedes-Benz      | LO1114   | 1987 | S561540  | Suyai           |                  | Transportes Saladillo SA                    |
| 252                                                                                   | 114     | 15  | Mercedes-Benz      | LO1114   | 1986 | B2092041 | Suyai           |                  | Transportes Saladillo SA                    |
| 253                                                                                   | 114     | 16  | Mercedes-Benz      | OF1214   | 1988 | B2199125 | Bimet           |                  | Transportes Saladillo SA                    |
| 254                                                                                   | 114     | 17  | Mercedes-Benz      | OF1214   | 1988 | B2197855 | Bus             |                  | Transportes Saladillo SA                    |
| 255                                                                                   | 115     | 1   | Mercedes-Benz      | LO1114   | 1988 | C1399931 | La Favorita     |                  | ETAR SA                                     |
| 256                                                                                   | 115     | 2   | Mercedes-Benz      | 1314     | 1989 | S576725  | La Favorita     |                  | ETAR SA                                     |
| 257                                                                                   | 115     | 3   | Mercedes-Benz      | OF1214   | 1993 | S651225  | La Favorita     |                  | ETAR SA                                     |
| 258                                                                                   | 115     | 4   | Mercedes-Benz      | OF1314   | 1990 | ROL855   | Suyai           | EX 103 27        | ETAR SA                                     |
| 259                                                                                   | 115     | 5   | Mercedes-Benz      | OF1214   | 1990 | S593232  | Suyai           |                  | ETAR SA                                     |
| 260                                                                                   | 115     | 6   | Mercedes-Benz      | LO1114   | 1987 | C1362227 | La Favorita     |                  | ETAR SA                                     |
| 261                                                                                   | 115     | 7   | Mercedes-Benz      | OF1214   | 1991 | REQ158   | Splendid        | S0619532         | ETAR SA                                     |
| 262                                                                                   | 115     | 8   | Mercedes-Benz      | OF1214   | 1992 | REQ155   | La Favorita     | S0623057         | ETAR SA                                     |
| 263                                                                                   | 115     | 9   | Mercedes-Benz      | LO1114   | 1988 | C1384459 | EiVar           |                  | ETAR SA                                     |
| 264                                                                                   | 115     | 10  | Mercedes-Benz      | LO1114   | 1987 | S563126  | Bimet           |                  | ETAR SA                                     |
| 265                                                                                   | 115     | 11  | Mercedes-Benz      | OF1214   | 1989 | S576620  | Alcar           |                  | ETAR SA                                     |
| 266                                                                                   | 115     | 12  | Mercedes-Benz      | LO1114   | 1986 | B2095213 | Suyai           |                  | ETAR SA                                     |
| 267                                                                                   | 115     | 13  | Mercedes-Benz      | LO1114   | 1985 | B2015369 | Crovara         |                  | ETAR SA                                     |
| 268                                                                                   | 115     | 14  | Mercedes-Benz      | OF1214   | 1992 | REQ157   | La Favorita     | S0622967         | ETAR SA                                     |
| 269                                                                                   | 115     | 15  | Mercedes-Benz      | LO1114   | 1986 | B2010900 | Crovara         |                  | ETAR SA                                     |
| 270                                                                                   | 115     | 16  | Mercedes-Benz      | LO1114   | 1988 | B2212340 | FRAM            |                  | ETAR SA                                     |
| 271                                                                                   | 115     | 17  | Mercedes-Benz      | OF1214   | 1990 | S593231  | Suyai           |                  | ETAR SA                                     |
| 272                                                                                   | 115     | 18  | Mercedes-Benz      | OF1215   | 1993 | S651257  | Splendid        |                  | ETAR SA                                     |
| 273                                                                                   | 115     | 19  | Mercedes-Benz      | OF1215   | 1992 | S626284  | La Coruña       |                  | ETAR SA                                     |
| 274                                                                                   | 115     | 20  | Mercedes-Benz      | OF1214   | 1992 | S593856  | La Favorita     |                  | ETAR SA                                     |
| 275                                                                                   | 115     | 21  | Mercedes-Benz      | OF1215   | 1992 | S626176  | La Favorita     |                  | ETAR SA                                     |
| 276                                                                                   | 116     | 1   | Mercedes-Benz      | OF1214   | 1991 | S607806  | Peveri          |                  | Provincias Unidas SRL                       |
| 277                                                                                   | 116     | 2   | Mercedes-Benz      | OF1214   | 1991 | S607701  | Peveri          |                  | Provincias Unidas SRL                       |
| 278                                                                                   | 116     | 3   | Mercedes-Benz      | LO1114   | 1987 | B2128365 | CEAP            |                  | Provincias Unidas SRL                       |
| 279                                                                                   | 116     | 4   | Mercedes-Benz      | LO1114   | 1988 | B2174901 | Bimet           |                  | Provincias Unidas SRL                       |
| 280                                                                                   | 116     | 5   | Mercedes-Benz      | OF1215   | 1992 | S597948  | San Juan        |                  | Provincias Unidas SRL                       |
| 281                                                                                   | 116     | 6   | Mercedes-Benz      | LO1114   | 1987 | C1399440 | La Favorita     |                  | Provincias Unidas SRL                       |
| 282                                                                                   | 116     | 7   | Mercedes-Benz      | LO1114   | 1987 | S556088  | La Favorita     |                  | Provincias Unidas SRL                       |
| 283                                                                                   | 116     | 8   | Mercedes-Benz      | LO1114   | 1988 | B2174788 | Bimet           |                  | Provincias Unidas SRL                       |
| 284                                                                                   | 116     | 9   | Mercedes-Benz      | OF1214   | 1988 | B2174793 | Bimet           |                  | Provincias Unidas SRL                       |
| 285                                                                                   | 116     | 10  | Mercedes-Benz      | LO1114   | 1984 | C1203457 | El Detalle      |                  | Provincias Unidas SRL                       |
| 286                                                                                   | 116     | 11  | Mercedes-Benz      | LO1114   | 1988 | B2188814 | La Favorita     |                  | Provincias Unidas SRL                       |
| 287                                                                                   | 116     | 12  | Mercedes-Benz      | LO1114   | 1988 | B2174996 | Bimet           |                  | Provincias Unidas SRL                       |
| 288                                                                                   | 116     | 13  | Mercedes-Benz      | LO1114   | 1988 | C1404991 | La Favorita     |                  | Provincias Unidas SRL                       |
| 289                                                                                   | 116     | 14  | Mercedes-Benz      | LO1114   | 1988 | B2198479 | Bimet           |                  | Provincias Unidas SRL                       |
| 290                                                                                   | 116     | 15  | Mercedes-Benz      | LO1114   | 1988 | B2198677 | Bimet           |                  | Provincias Unidas SRL                       |
| 291                                                                                   | 116     | 16  | Mercedes-Benz      | LO1114   | 1988 | B2188665 | San Juan        |                  | Provincias Unidas SRL                       |
| 292                                                                                   | 117(4R) | 83  | Mercedes-Benz      | OH1316   | 1993 | C1648946 | La Favorita     |                  | Las Delicias SRL                            |
| 293                                                                                   | 117(4R) | 84  | Mercedes-Benz      | OH1316   | 1993 | C1648949 | La Favorita     |                  | Las Delicias SRL                            |
| 294                                                                                   | 117(4R) | 85  | Mercedes-Benz      | OH1316   | 1993 | C1648947 | La Favorita     |                  | Las Delicias SRL                            |
| 295                                                                                   | 117(4R) | 86  | Mercedes-Benz      | OH1316   | 1993 | C1648948 | La Favorita     |                  | Las Delicias SRL                            |
| 296                                                                                   | 117(4R) | 87  | Mercedes-Benz      | OH1316   | 1993 | C1657690 | La Favorita     |                  | Las Delicias SRL                            |
| 297                                                                                   | 117(4R) | 88  | Mercedes-Benz      | OH1316   | 1993 | C1657693 | La Favorita     |                  | Las Delicias SRL                            |
| 298                                                                                   | 117(4R) | 89  | Mercedes-Benz      | OH1316   | 1993 | C1657692 | La Favorita     |                  | Las Delicias SRL                            |
| 299                                                                                   | 117(4R) | 90  | Mercedes-Benz      | OH1316   | 1993 | C1657691 | La Favorita     |                  | Las Delicias SRL                            |
| 300                                                                                   | 117(4R) | 91  | Mercedes-Benz      | OH1316   | 1993 | S665767  | Supercar        |                  | Las Delicias SRL                            |
| 301                                                                                   | 117(4R) | 92  | Mercedes-Benz      | OH1316   | 1993 | C1697877 | CND             |                  | Las Delicias SRL                            |
| 302                                                                                   | 117(4R) | 93  | Mercedes-Benz      | OH1316   | 1993 | S658294  | Ugarte          |                  | Las Delicias SRL                            |
| 303                                                                                   | 117(4R) | 94  | Mercedes-Benz      | OH1316   | 1993 | S665708  | Ugarte          |                  | Las Delicias SRL                            |
| 304                                                                                   | 117(4R) | 95  | Mercedes-Benz      | OH1316   | 1993 | S665738  | Producar        |                  | Las Delicias SRL                            |
| 305                                                                                   | 117(4R) | 96  | Mercedes-Benz      | OH1316   | 1993 | C1697876 | CND             |                  | Las Delicias SRL                            |
| 306                                                                                   | 117(4R) | 97  | Mercedes-Benz      | OH1316   | 1994 | C1749997 | Ugarte          |                  | Las Delicias SRL                            |
| 307                                                                                   | 117(4R) | 98  | Mercedes-Benz      | OH1316   | 1994 | C1749998 | Ugarte          |                  | Las Delicias SRL                            |
| 308                                                                                   | 117(4R) | 99  | Mercedes-Benz      | OH1316   | 1994 | C1749999 | Ugarte          |                  | Las Delicias SRL                            |
| 309                                                                                   | 119     | 1   | El Detalle         | OA101    | 1994 | B2615928 | El Detalle      |                  | Zona Oeste SRL                              |
| 310                                                                                   | 119     | 2   | El Detalle         | OA101    | 1994 | B2615930 | El Detalle      |                  | Zona Oeste SRL                              |
| 311                                                                                   | 119     | 5   | El Detalle         | OA101    | 1994 | B2615929 | El Detalle      |                  | Zona Oeste SRL                              |
| 312                                                                                   | 119     | 6   | El Detalle         | OA101    | 1994 | B2615926 | El Detalle      |                  | Zona Oeste SRL                              |
| 313                                                                                   | 119     | 8   | El Detalle         | OA101    | 1994 | B2615935 | El Detalle      |                  | Zona Oeste SRL                              |
| 314                                                                                   | 119     | 15  | El Detalle         | OA101    | 1994 | B2615927 | El Detalle      |                  | Zona Oeste SRL                              |
| 315                                                                                   | 119     | 25  | El Detalle         | OA101    | 1994 | B2615933 | El Detalle      |                  | Zona Oeste SRL                              |
| 316                                                                                   | 119     | 26  | El Detalle         | OA101    | 1994 | B2615934 | El Detalle      |                  | Zona Oeste SRL                              |
| 317                                                                                   | 119     | 27  | El Detalle         | OA101    | 1994 | B2615932 | El Detalle      |                  | Zona Oeste SRL                              |
| 318                                                                                   | 119     | 28  | El Detalle         | OA101    | 1994 | B2615931 | El Detalle      |                  | Zona Oeste SRL                              |
| 319                                                                                   | 119     | 29  | El Detalle         | OA101    | 1992 | Y046107  | El Detalle      |                  | Zona Oeste SRL                              |
| 320                                                                                   | 119     | 30  | El Detalle         | OA101    | 1992 | Y046105  | El Detalle      |                  | Zona Oeste SRL                              |
| 321                                                                                   | 119     | 31  | El Detalle         | OA101    | 1988 | B2276779 | El Detalle      |                  | Zona Oeste SRL                              |
| 322                                                                                   | 119     | 32  | El Detalle         | OA101    | 1988 | C1439180 | El Detalle      |                  | Zona Oeste SRL                              |
| 323                                                                                   | 119     | 33  | El Detalle         | OA101    | 1988 | C1439155 | El Detalle      |                  | Zona Oeste SRL                              |
| 324                                                                                   | 119     | 34  | El Detalle         | OA101    | 1992 | B2341847 | El Detalle      |                  | Zona Oeste SRL                              |
| 325                                                                                   | 119     | 35  | El Detalle         | OA101    | 1988 | C1405425 | El Detalle      |                  | Zona Oeste SRL                              |
| 326                                                                                   | 119     | 36  | El Detalle         | OA101    | 1988 | C1405753 | El Detalle      |                  | Zona Oeste SRL                              |
| 327                                                                                   | 119     | 37  | El Detalle         | OA101    | 1992 | C1554083 | El Detalle      |                  | Zona Oeste SRL                              |
| 328                                                                                   | 119     | 38  | El Detalle         | OA101    | 1992 | C1554086 | El Detalle      |                  | Zona Oeste SRL                              |
| 329                                                                                   | 119     | 39  | El Detalle         | OA101    | 1992 | C1554086 | El Detalle      |                  | Zona Oeste SRL                              |
| 330                                                                                   | 119     | 40  | El Detalle         | OA101    | 1992 | C1554081 | El Detalle      |                  | Zona Oeste SRL                              |
| 331                                                                                   | 119     | 41  | El Detalle         | OA101    | 1993 | C1554085 | El Detalle      |                  | Zona Oeste SRL                              |
| 332                                                                                   | 120     | 1   | Mercedes-Benz      | OH1316   | 1993 | C1732634 | Supercar        | EX 106 EX 120    | Transporte Automotor Gral Azcuénaga SRL     |
| 333                                                                                   | 120     | 2   | Mercedes-Benz      | OH1316   | 1993 | C1732636 | Supercar        | EX 106 EX 120    | Transporte Automotor Gral Azcuénaga SRL     |
| 334                                                                                   | 120     | 3   | Mercedes-Benz      | OH1316   | 1993 | C1732630 | Supercar        | EX 101 EX 120    | Transporte Automotor Gral Azcuénaga SRL     |
| 335                                                                                   | 120     | 4   | Mercedes-Benz      | OF1214   | 1991 | S593654  | Supercar        |                  | Transporte Automotor Gral Azcuénaga SRL     |
| 336                                                                                   | 120     | 5   | Mercedes-Benz      | OF1215   | 1992 | S628971  | Corwin          |                  | Transporte Automotor Gral Azcuénaga SRL     |
| 337                                                                                   | 120     | 6   | Mercedes-Benz      | OF1215   | 1993 | C1732632 | Corwin          |                  | Transporte Automotor Gral Azcuénaga SRL     |
| 338                                                                                   | 120     | 8   | Mercedes-Benz      | OF1214   | 1991 | S614464  | Supercar        |                  | Transporte Automotor Gral Azcuénaga SRL     |
| 339                                                                                   | 120     | 9   | Mercedes-Benz      | OH1316   | 1993 | C1732633 | CND             | EX 101 37 EX 120 | Transporte Automotor Gral Azcuénaga SRL     |
| 340                                                                                   | 120     | 10  | Mercedes-Benz      | OH1316   | 1993 | C1642753 | Corwin          | EX 151 10        | Transporte Automotor Gral Azcuénaga SRL     |
| 341                                                                                   | 120     | 11  | Mercedes-Benz      | OF1214   | 1988 | S574808  | Supercar        |                  | Transporte Automotor Gral Azcuénaga SRL     |
| 342                                                                                   | 120     | 12  | Mercedes-Benz      | OF1215   | 1993 | C1732631 | Corwin          | EX 106 EX 120    | Transporte Automotor Gral Azcuénaga SRL     |
| 343                                                                                   | 120     | 13  | Mercedes-Benz      | OH1316   | 1993 | C1642839 | Supercar        |                  | Transporte Automotor Gral Azcuénaga SRL     |
| 344                                                                                   | 120     | 14  | Mercedes-Benz      | OF1215   | 1992 | S618577  | Corwin          |                  | Transporte Automotor Gral Azcuénaga SRL     |
| 345                                                                                   | 120     | 16  | Mercedes-Benz      | OF1214   | 1991 | S593613  | Supercar        |                  | Transporte Automotor Gral Azcuénaga SRL     |
| 346                                                                                   | 120     | 17  | Mercedes-Benz      | OF1215   | 1992 | S618676  | Corwin          |                  | Transporte Automotor Gral Azcuénaga SRL     |
| 347                                                                                   | 120     | 18  | Mercedes-Benz      | OF1215   | 1992 | S628912  | Corwin          |                  | Transporte Automotor Gral Azcuénaga SRL     |
| 348                                                                                   | 120     | 19  | Mercedes-Benz      | OF1214   | 1992 | S629031  | La Favorita     |                  | Transporte Automotor Gral Azcuénaga SRL     |
| 349                                                                                   | 120     | 21  | Mercedes-Benz      | OF1215   | 1992 | S618614  | Supercar        | EX 121 EX 153    | Transporte Automotor Gral Azcuénaga SRL     |
| 350                                                                                   | 120     | 22  | Mercedes-Benz      | OH1316   | 1993 | S651525  | Supercar        |                  | Transporte Automotor Gral Azcuénaga SRL     |
| 351                                                                                   | 120     | 23  | Mercedes-Benz      | OH1316   | 1993 | S651524  | Corwin          | EX 121 EX 101    | Transporte Automotor Gral Azcuénaga SRL     |
| 352                                                                                   | 121     | 40  | El Detalle         | OA101    | 1993 | C1727772 | El Detalle      | EX 162 40        | Transporte Automotor Nicolás Avellaneda SRL |
| 353                                                                                   | 121     | 42  | El Detalle         | OA101    | 1993 | C1727774 | El Detalle      | EX 162 42        | Transporte Automotor Nicolás Avellaneda SRL |
| 354                                                                                   | 121     | 49  | Mercedes-Benz      | OH1316   | 1993 | C1710582 | La Favorita     | EX 124 49        | Transporte Automotor Nicolás Avellaneda SRL |
| 355                                                                                   | 121     | 52  | El Detalle         | OA101    | 1993 | C1727777 | El Detalle      |                  | Transporte Automotor Nicolás Avellaneda SRL |
| 356                                                                                   | 121     | 58  | El Detalle         | OA101    | 1993 | C1727778 | El Detalle      |                  | Transporte Automotor Nicolás Avellaneda SRL |
| 357                                                                                   | 121     | 66  | Mercedes-Benz      | OH1316   | 1993 | C1774509 | Corwin          |                  | Transporte Automotor Nicolás Avellaneda SRL |
| 358                                                                                   | 121     | 67  | El Detalle         | OA101    | 1993 | C1750213 | El Detalle      |                  | Transporte Automotor Nicolás Avellaneda SRL |
| 359                                                                                   | 121     | 69  | El Detalle         | OA101    | 1993 | C1727775 | El Detalle      |                  | Transporte Automotor Nicolás Avellaneda SRL |
| 360                                                                                   | 122     | 1   | Mercedes-Benz      | LO1114   | 1986 | C1327201 | Suyai           |                  | Transportes General Belgrano SRL            |
| 361                                                                                   | 122     | 2   | Mercedes-Benz      | OHL1320  | 1994 | C1758031 | ALASA           |                  | Transportes General Belgrano SRL            |
| 362                                                                                   | 122     | 3   | Mercedes-Benz      | OF1214   | 1989 | S576712  | La Favorita     |                  | Transportes General Belgrano SRL            |
| 363                                                                                   | 122     | 4   | Mercedes-Benz      | LO1114   | 1988 | S560462  | El Diseño       | EX 122 8         | Transportes General Belgrano SRL            |
| 364                                                                                   | 122     | 5   | Mercedes-Benz      | OF1214   | 1992 | S614547  | La Favorita     |                  | Transportes General Belgrano SRL            |
| 365                                                                                   | 122     | 6   | Mercedes-Benz      | OHL1320  | 1994 | C1750032 | ALASA           |                  | Transportes General Belgrano SRL            |
| 366                                                                                   | 122     | 7   | Mercedes-Benz      | OF1215   | 1992 | S618534  | La Favorita     |                  | Transportes General Belgrano SRL            |
| 367                                                                                   | 122     | 8   | Mercedes-Benz      | OHL1320  | 1994 | C1750033 | ALASA           |                  | Transportes General Belgrano SRL            |
| 368                                                                                   | 122     | 9   | Mercedes-Benz      | OF1215   | 1992 | S614549  | La Favorita     |                  | Transportes General Belgrano SRL            |
| 369                                                                                   | 122     | 10  | Mercedes-Benz      | OF1214   | 1989 | S593210  | Supercar        |                  | Transportes General Belgrano SRL            |
| 370                                                                                   | 122     | 11  | Mercedes-Benz      | LO1114   | 1987 | S559611  | La Favorita     |                  | Transportes General Belgrano SRL            |
| 371                                                                                   | 122     | 12  | Mercedes-Benz      | OF1214   | 1992 | S614544  | La Favorita     |                  | Transportes General Belgrano SRL            |
| 372                                                                                   | 122     | 13  | El Detalle         | OA101    | 1989 | S576476  | El Detalle      |                  | Transportes General Belgrano SRL            |
| 373                                                                                   | 122     | 14  | Mercedes-Benz      | OF1214   | 1991 | C1527261 | La Favorita     |                  | Transportes General Belgrano SRL            |
| 374                                                                                   | 122     | 15  | Mercedes-Benz      | OF1215   | 1993 | S651578  | La Favorita     |                  | Transportes General Belgrano SRL            |
| 375                                                                                   | 122     | 16  | Mercedes-Benz      | LO1114   | 1987 | S560043  | La Favorita     |                  | Transportes General Belgrano SRL            |
| 376                                                                                   | 122     | 17  | Mercedes-Benz      | LO1114   | 1987 | S543637  | Crovara         |                  | Transportes General Belgrano SRL            |
| 377                                                                                   | 122     | 18  | Mercedes-Benz      | LO1114   | 1986 | S543173  | Crovara         |                  | Transportes General Belgrano SRL            |
| 378                                                                                   | 122     | 19  | Mercedes-Benz      | LO1114   | 1986 | S535890  | Bimet           |                  | Transportes General Belgrano SRL            |
| 379                                                                                   | 122     | 20  | Mercedes-Benz      | LO1114   | 1986 | S543410  | El Detalle      |                  | Transportes General Belgrano SRL            |
| 380                                                                                   | 122     | 21  | Mercedes-Benz      | OF1214   | 1992 | S614550  | La Favorita     |                  | Transportes General Belgrano SRL            |
| 381                                                                                   | 122     | 22  | Mercedes-Benz      | OF1215   | 1992 | S628978  | La Favorita     |                  | Transportes General Belgrano SRL            |
| 382                                                                                   | 122     | 23  | Mercedes-Benz      | OF1215   | 1993 | C1649694 | La Favorita     |                  | Transportes General Belgrano SRL            |
| 383                                                                                   | 122     | 24  | Mercedes-Benz      | LO1114   | 1989 | S566672  | San Miguel      |                  | Transportes General Belgrano SRL            |
| 384                                                                                   | 122     | 25  | Mercedes-Benz      | LO1114   | 1985 | S520661  | Crovara         |                  | Transportes General Belgrano SRL            |
| 385                                                                                   | 122     | 26  | Mercedes-Benz      | LO1114   | 1988 | S575936  | Suyai           |                  | Transportes General Belgrano SRL            |
| 386                                                                                   | 122     | 27  | Mercedes-Benz      | LO1114   | 1987 | S560066  | La Favorita     |                  | Transportes General Belgrano SRL            |
| 387                                                                                   | 122     | 28  | Mercedes-Benz      | OF1214   | 1992 | S614548  | La Favorita     |                  | Transportes General Belgrano SRL            |
| 388                                                                                   | 122     | 42  | Mercedes-Benz      | LO1114   | 1986 | S535760  | Bimet           | EX 123 41        | Transportes General Belgrano SRL            |
| 389                                                                                   | 123     | 29  | Mercedes-Benz      | OF1214   | 1992 | S614542  | La Favorita     |                  | Transportes General Belgrano SRL            |
| 390                                                                                   | 123     | 30  | Mercedes-Benz      | LO1114   | 1985 | S535448  | Bimet           |                  | Transportes General Belgrano SRL            |
| 391                                                                                   | 123     | 31  | Mercedes-Benz      | OF1214   | 1992 | S614546  | La Favorita     |                  | Transportes General Belgrano SRL            |
| 392                                                                                   | 123     | 32  | Mercedes-Benz      | OF1215   | 1992 | S642358  | La Favorita     |                  | Transportes General Belgrano SRL            |
| 393                                                                                   | 123     | 33  | Mercedes-Benz      | LO1114   | 1989 | S576671  | San Miguel      |                  | Transportes General Belgrano SRL            |
| 394                                                                                   | 123     | 34  | Mercedes-Benz      | OF1214   | 1992 | S614543  | La Favorita     |                  | Transportes General Belgrano SRL            |
| 395                                                                                   | 123     | 35  | Mercedes-Benz      | OF1214   | 1992 | S614545  | La Favorita     |                  | Transportes General Belgrano SRL            |
| 396                                                                                   | 123     | 36  | Mercedes-Benz      | LO1114   | 1987 | S543693  | Crovara         | EX 122 23        | Transportes General Belgrano SRL            |
| 397                                                                                   | 123     | 37  | Mercedes-Benz      | OF1214   | 1988 | B2197768 | Bus             |                  | Transportes General Belgrano SRL            |
| 398                                                                                   | 123     | 38  | Mercedes-Benz      | OF1214   | 1992 | S618501  | La Favorita     |                  | Transportes General Belgrano SRL            |
| 399                                                                                   | 123     | 39  | Mercedes-Benz      | OHL1320  | 1994 | C1750030 | ALASA           |                  | Transportes General Belgrano SRL            |
| 400                                                                                   | 123     | 40  | Mercedes-Benz      | LO1114   | 1988 | S560406  | Suyai           |                  | Transportes General Belgrano SRL            |
| 401                                                                                   | 123     | 41  | Mercedes-Benz      | OHL1320  | 1994 | C1750029 | ALASA           |                  | Transportes General Belgrano SRL            |
| 402                                                                                   | 123     | 43  | Mercedes-Benz      | LO1114   | 1988 | S576071  | La Favorita     | EX 122 2         | Transportes General Belgrano SRL            |
| 403                                                                                   | 123     | 45  | Mercedes-Benz      | LO1114   | 1986 | S535938  | Bimet           |                  | Transportes General Belgrano SRL            |
| 404                                                                                   | 123     | 46  | Mercedes-Benz      | LO1114   | 1988 | S560312  | Suyai           |                  | Transportes General Belgrano SRL            |
| 405                                                                                   | 124     | 23  | Mercedes-Benz      | OF1215   | 1992 | S618537  | Corwin          | EX 151 23        | Transporte Automotor Nicolás Avellaneda SRL |
| 406                                                                                   | 124     | 24  | Mercedes-Benz      | OF1214   | 1992 | S614503  | Supercar        |                  | Transporte Automotor Nicolás Avellaneda SRL |
| 407                                                                                   | 124     | 31  | Mercedes-Benz      | OF1215   | 1992 | S618603  | Supercar        | EX 120 31        | Transporte Automotor Nicolás Avellaneda SRL |
| 408                                                                                   | 124     | 36  | Mercedes-Benz      | OF1214   | 1992 | S618549  | Supercar        | EX 121 36        | Transporte Automotor Nicolás Avellaneda SRL |
| 409                                                                                   | 124     | 39  | Mercedes-Benz      | OF1215   | 1992 | S629017  | Bus             |                  | Transporte Automotor Nicolás Avellaneda SRL |
| 410                                                                                   | 124     | 41  | Mercedes-Benz      | OF1215   | 1992 | S618550  | Supercar        | EX 121 41        | Transporte Automotor Nicolás Avellaneda SRL |
| 411                                                                                   | 124     | 43  | Mercedes-Benz      | OF1214   | 1992 | S628939  | Bus             |                  | Transporte Automotor Nicolás Avellaneda SRL |
| 412                                                                                   | 124     | 44  | Mercedes-Benz      | OF1214   | 1990 | S593214  | Supercar        |                  | Transporte Automotor Nicolás Avellaneda SRL |
| 413                                                                                   | 124     | 46  | Mercedes-Benz      | OF1214   | 1992 | S618507  | Supercar        | EX 121 46        | Transporte Automotor Nicolás Avellaneda SRL |
| 414                                                                                   | 124     | 48  | Mercedes-Benz      | OF1214   | 1992 | S614504  | Supercar        |                  | Transporte Automotor Nicolás Avellaneda SRL |
| 415                                                                                   | 124     | 51  | Mercedes-Benz      | OF1214   | 1990 | S593212  | Supercar        |                  | Transporte Automotor Nicolás Avellaneda SRL |
| 416                                                                                   | 124     | 53  | Mercedes-Benz      | OH1316   | 1993 | S651583  | Corwin          | EX 121 53        | Transporte Automotor Nicolás Avellaneda SRL |
| 417                                                                                   | 125     | 1   | El Detalle         | OA101    | 1993 | C1649869 | El Detalle      |                  | Empresa 20 de Junio SRL                     |
| 418                                                                                   | 125     | 2   | Mercedes-Benz      | LO1114   | 1985 | S520329  | Pontevedra      |                  | Empresa 20 de Junio SRL                     |
| 419                                                                                   | 125     | 3   | El Detalle         | OA101    | 1994 | B2615949 | El Detalle      |                  | Empresa 20 de Junio SRL                     |
| 420                                                                                   | 125     | 4   | El Detalle         | OA101    | 1993 | B2574745 | El Detalle      |                  | Empresa 20 de Junio SRL                     |
| 421                                                                                   | 125     | 5   | Zanello            | UN960    | 1991 | B2285707 | Bimet           |                  | Empresa 20 de Junio SRL                     |
| 422                                                                                   | 125     | 6   | Mercedes-Benz      | LO1114   | 1987 | S560112  | Bimet           |                  | Empresa 20 de Junio SRL                     |
| 423                                                                                   | 125     | 7   | El Detalle         | OA101    | 1993 | C1649868 | El Detalle      |                  | Empresa 20 de Junio SRL                     |
| 424                                                                                   | 125     | 8   | Zanello            | UN960    | 1990 | S596232  | Peveri          |                  | Empresa 20 de Junio SRL                     |
| 425                                                                                   | 125     | 9   | El Detalle         | OA101    | 1993 | B2574743 | El Detalle      |                  | Empresa 20 de Junio SRL                     |
| 426                                                                                   | 125     | 10  | El Detalle         | OA101    | 1993 | C1649870 | El Detalle      |                  | Empresa 20 de Junio SRL                     |
| 427                                                                                   | 125     | 11  | El Detalle         | OA101    | 1993 | C1649866 | El Detalle      |                  | Empresa 20 de Junio SRL                     |
| 428                                                                                   | 125     | 12  | El Detalle         | OA101    | 1993 | C1649867 | El Detalle      |                  | Empresa 20 de Junio SRL                     |
| 429                                                                                   | 125     | 13  | El Detalle         | OA101    | 1993 | B2574740 | El Detalle      |                  | Empresa 20 de Junio SRL                     |
| 430                                                                                   | 125     | 14  | El Detalle         | OA101    | 1993 | B2615948 | El Detalle      |                  | Empresa 20 de Junio SRL                     |
| 431                                                                                   | 125     | 15  | El Detalle         | OA101    | 1993 | B2574744 | El Detalle      |                  | Empresa 20 de Junio SRL                     |
| 432                                                                                   | 125     | 16  | El Detalle         | OA101    | 1993 | B2574742 | El Detalle      |                  | Empresa 20 de Junio SRL                     |
| 433                                                                                   | 125     | 17  | El Detalle         | OA101    | 1993 | B2574741 | El Detalle      |                  | Empresa 20 de Junio SRL                     |
| 434                                                                                   | 125     | 18  | El Detalle         | OA101    | 1993 | C1649871 | El Detalle      |                  | Empresa 20 de Junio SRL                     |
| 435                                                                                   | 125     | 20  | Zanello            | UN960    | 1991 | S597019  | Bimet           |                  | Empresa 20 de Junio SRL                     |
| 436                                                                                   | 125     | 21  | Mercedes-Benz      | LO1114   | 1987 | C1394565 | Bimet           |                  | Empresa 20 de Junio SRL                     |
| 437                                                                                   | 126     | 1   | Mercedes-Benz      | LO1114   | 1988 | S558704  | La Favorita     |                  | ETP 25 de Mayo SRL                          |
| 438                                                                                   | 126     | 2   | Mercedes-Benz      | LO1114   | 1988 | S576256  | El Indio        |                  | ETP 25 de Mayo SRL                          |
| 439                                                                                   | 126     | 3   | Mercedes-Benz      | LO1114   | 1988 | S560364  | La Favorita     |                  | ETP 25 de Mayo SRL                          |
| 440                                                                                   | 126     | 4   | Mercedes-Benz      | LO1114   | 1987 | S560062  | La Favorita     |                  | ETP 25 de Mayo SRL                          |
| 441                                                                                   | 126     | 5   | Mercedes-Benz      | LO1114   | 1985 | S505919  | Suyai           |                  | ETP 25 de Mayo SRL                          |
| 442                                                                                   | 126     | 6   | Mercedes-Benz      | LO1114   | 1988 | S560352  | La Favorita     |                  | ETP 25 de Mayo SRL                          |
| 443                                                                                   | 126     | 7   | Mercedes-Benz      | LO1114   | 1987 | S559810  | La Favorita     |                  | ETP 25 de Mayo SRL                          |
| 444                                                                                   | 126     | 8   | Mercedes-Benz      | LO1114   | 1988 | S575920  | La Favorita     |                  | ETP 25 de Mayo SRL                          |
| 445                                                                                   | 126     | 9   | Mercedes-Benz      | OF1214   | 1991 | S593534  | Alcar           |                  | ETP 25 de Mayo SRL                          |
| 446                                                                                   | 126     | 10  | Mercedes-Benz      | OF1214   | 1989 | B2199212 | Ottaviano Hnos. |                  | ETP 25 de Mayo SRL                          |
| 447                                                                                   | 126     | 11  | Mercedes-Benz      | LO1114   | 1988 | S576254  | La Favorita     |                  | ETP 25 de Mayo SRL                          |
| 448                                                                                   | 126     | 12  | Mercedes-Benz      | LO1114   | 1987 | S560101  | La Favorita     |                  | ETP 25 de Mayo SRL                          |
| 449                                                                                   | 126     | 13  | Mercedes-Benz      | LO1114   | 1988 | S576252  | Crovara         |                  | ETP 25 de Mayo SRL                          |
| 450                                                                                   | 126     | 14  | Mercedes-Benz      | LO1114   | 1988 | S576253  | La Favorita     |                  | ETP 25 de Mayo SRL                          |
| 451                                                                                   | 126     | 15  | Mercedes-Benz      | OF1214   | 1990 | S593261  | Alcar           |                  | ETP 25 de Mayo SRL                          |
| 452                                                                                   | 126     | 16  | Mercedes-Benz      | OH1314   | 1987 | B2094609 | El Indio        |                  | ETP 25 de Mayo SRL                          |
| 453                                                                                   | 126     | 17  | Mercedes-Benz      | LO1114   | 1986 | C1300266 | El Cóndor       |                  | ETP 25 de Mayo SRL                          |
| 454                                                                                   | 127     | 18  | Mercedes-Benz      | LO1114   | 1988 | B2198676 | Bimet           |                  | ETP 25 de Mayo SRL                          |
| 455                                                                                   | 127     | 19  | Mercedes-Benz      | LO1114   | 1986 | B2102162 | FRAM            |                  | ETP 25 de Mayo SRL                          |
| 456                                                                                   | 127     | 20  | Mercedes-Benz      | LO1114   | 1988 | S560394  | Decaroli        |                  | ETP 25 de Mayo SRL                          |
| 457                                                                                   | 127     | 21  | Zanello            | UN960    | 1991 | S593433  | La Favorita     |                  | ETP 25 de Mayo SRL                          |
| 458                                                                                   | 127     | 22  | Mercedes-Benz      | LO1114   | 1986 | B2069434 | Suyai           |                  | ETP 25 de Mayo SRL                          |
| 459                                                                                   | 127     | 23  | Mercedes-Benz      | LO1114   | 1986 | B2010846 | Suyai           |                  | ETP 25 de Mayo SRL                          |
| 460                                                                                   | 127     | 24  | Mercedes-Benz      | LO1114   | 1987 | B2148193 | Suyai           |                  | ETP 25 de Mayo SRL                          |
| 461                                                                                   | 127     | 25  | Mercedes-Benz      | LO1114   | 1987 | B2096959 | Suyai           |                  | ETP 25 de Mayo SRL                          |
| 462                                                                                   | 127     | 26  | Mercedes-Benz      | LO1114   | 1986 | B2095090 | Suyai           | EX 126 Reserva   | ETP 25 de Mayo SRL                          |
| 463                                                                                   | 127     | 27  | Mercedes-Benz      | LO1114   | 1987 | B2148277 | Suyai           | EX 126 Reserva   | ETP 25 de Mayo SRL                          |
| 464                                                                                   | 128     | 2   | Mercedes-Benz      | OF1215   | 1993 | C1710727 | La Favorita     | EX K 5           | Primera Junta SRL                           |
| 465                                                                                   | 128     | 3   | Mercedes-Benz      | OH1314   | 1991 | S606812  | Peveri          |                  | Primera Junta SRL                           |
| 466                                                                                   | 128     | 6   | Mercedes-Benz      | OF1215   | 1993 | C1710726 | La Favorita     | EX K 19          | Primera Junta SRL                           |
| 467                                                                                   | 128     | 7   | Mercedes-Benz      | OH1314   | 1988 | REM536   | La Favorita     | S0579962         | Primera Junta SRL                           |
| 468                                                                                   | 128     | 8   | Mercedes-Benz      | OH1314   | 1988 | S579961  | La Favorita     |                  | Primera Junta SRL                           |
| 469                                                                                   | 128     | 9   | Mercedes-Benz      | OF1214   | 1992 | C157369  | Corwin          |                  | Primera Junta SRL                           |
| 470                                                                                   | 128     | 10  | Mercedes-Benz      | OF1214   | 1991 | C157370  | Corwin          |                  | Primera Junta SRL                           |
| 471                                                                                   | 128     | 11  | Mercedes-Benz      | OF1315   | 1988 | S606918  | Peveri          |                  | Primera Junta SRL                           |
| 472                                                                                   | 128     | 12  | Mercedes-Benz      | OH1314   | 1993 | S562052  | ALASA           |                  | Primera Junta SRL                           |
| 473                                                                                   | 128     | 13  | Mercedes-Benz      | OF1215   | 1990 | C1710725 | La Favorita     |                  | Primera Junta SRL                           |
| 474                                                                                   | 128     | 14  | Mercedes-Benz      | OH1314   | 1993 | B2286647 | Bus             | EX 103 17        | Primera Junta SRL                           |
| 475                                                                                   | 128     | 15  | Mercedes-Benz      | OH1316   | 1992 | C1774298 | Corwin          |                  | Primera Junta SRL                           |
| 476                                                                                   | 128     | 16  | Mercedes-Benz      | OF1215   | 1993 | C1579466 | Corwin          |                  | Primera Junta SRL                           |
| 477                                                                                   | 128     | 17  | Mercedes-Benz      | OF1215   | 1987 | C1774299 | Corwin          | EX 111 2         | Primera Junta SRL                           |
| 478                                                                                   | 129     | 1   | Mercedes-Benz      | LO1114   | 1994 | S558219  | Bimet           |                  | Empresa General Mosconi SRL                 |
| 479                                                                                   | 129     | 2   | El Detalle         | OA101    | 1994 | C1772388 | El Detalle      |                  | Empresa General Mosconi SRL                 |
| 480                                                                                   | 129     | 5   | Mercedes-Benz      | OH1315   | 1992 | S628597  | Peveri          |                  | Empresa General Mosconi SRL                 |
| 481                                                                                   | 129     | 11  | Mercedes-Benz      | OF1214   | 1988 | B2137707 | Bus             |                  | Empresa General Mosconi SRL                 |
| 482                                                                                   | 129     | 12  | El Detalle         | OA101    | 1994 | C1772394 | El Detalle      |                  | Empresa General Mosconi SRL                 |
| 483                                                                                   | 129     | 13  | El Detalle         | OA101    | 1994 | C1772389 | El Detalle      |                  | Empresa General Mosconi SRL                 |
| 484                                                                                   | 129     | 14  | Mercedes-Benz      | OF1214   | 1992 | S593850  | Bus             |                  | Empresa General Mosconi SRL                 |
| 485                                                                                   | 129     | 15  | El Detalle         | OA101    | 1994 | C1762451 | El Detalle      |                  | Empresa General Mosconi SRL                 |
| 486                                                                                   | 129     | 17  | Mercedes-Benz      | OH1314   | 1989 | B2222925 | El Diseño       |                  | Empresa General Mosconi SRL                 |
| 487                                                                                   | 129     | 18  | El Detalle         | OA101    | 1994 | C1772450 | El Detalle      |                  | Empresa General Mosconi SRL                 |
| 488                                                                                   | 129     | 21  | El Detalle         | OA101    | 1994 | C1772387 | El Detalle      |                  | Empresa General Mosconi SRL                 |
| 489                                                                                   | 129     | 22  | El Detalle         | OA101    | 1994 | C1772386 | El Detalle      |                  | Empresa General Mosconi SRL                 |
| 490                                                                                   | 130     | 3   | El Detalle         | OA101    | 1994 | C1772390 | El Detalle      |                  | Empresa General Mosconi SRL                 |
| 491                                                                                   | 130     | 4   | El Detalle         | OA101    | 1994 | C1772454 | El Detalle      |                  | Empresa General Mosconi SRL                 |
| 492                                                                                   | 130     | 6   | El Detalle         | OA101    | 1994 | C1772392 | El Detalle      |                  | Empresa General Mosconi SRL                 |
| 493                                                                                   | 130     | 7   | El Detalle         | OA101    | 1994 | C1772452 | El Detalle      |                  | Empresa General Mosconi SRL                 |
| 494                                                                                   | 130     | 8   | Mercedes-Benz      | OH1314   | 1989 | S576596  | El Diseño       |                  | Empresa General Mosconi SRL                 |
| 495                                                                                   | 130     | 9   | El Detalle         | OA101    | 1994 | C1772453 | El Detalle      |                  | Empresa General Mosconi SRL                 |
| 496                                                                                   | 130     | 10  | El Detalle         | OA101    | 1994 | C1772449 | El Detalle      |                  | Empresa General Mosconi SRL                 |
| 497                                                                                   | 130     | 16  | Mercedes-Benz      | OH1314   | 1989 | B2222889 | El Diseño       |                  | Empresa General Mosconi SRL                 |
| 498                                                                                   | 130     | 19  | El Detalle         | OA101    | 1994 | C1772395 | El Detalle      |                  | Empresa General Mosconi SRL                 |
| 499                                                                                   | 130     | 20  | Mercedes-Benz      | LO1114   | 1987 | S541638  | Bimet           |                  | Empresa General Mosconi SRL                 |
| 500                                                                                   | 130     | 23  | El Detalle         | OA101    | 1994 | C1772393 | El Detalle      |                  | Empresa General Mosconi SRL                 |
| 501                                                                                   | 130     | 24  | El Detalle         | OA101    | 1994 | C1772391 | El Detalle      |                  | Empresa General Mosconi SRL                 |
| 502                                                                                   | 131     | 2   | Mercedes-Benz      | OF1214   | 1992 | S593819  | La Favorita     |                  | COTAL SA                                    |
| 503                                                                                   | 131     | 3   | Mercedes-Benz      | OHL1316  | 1995 | AEJ724   | La Favorita     |                  | COTAL SA                                    |
| 504                                                                                   | 131     | 4   | Mercedes-Benz      | OF1214   | 1991 | S593475  | Ugarte          |                  | COTAL SA                                    |
| 505                                                                                   | 131     | 5   | Mercedes-Benz      | OF1214   | 1992 | S593794  | La Favorita     |                  | COTAL SA                                    |
| 506                                                                                   | 131     | 6   | Mercedes-Benz      | OH1316   | 1993 | S648153  | La Favorita     |                  | COTAL SA                                    |
| 507                                                                                   | 131     | 7   | Mercedes-Benz      | OF1214   | 1992 | S593818  | La Favorita     |                  | COTAL SA                                    |
| 508                                                                                   | 131     | 8   | Mercedes-Benz      | OH1316   | 1993 | S651890  | La Favorita     |                  | COTAL SA                                    |
| 509                                                                                   | 131     | 9   | Mercedes-Benz      | OH1316   | 1993 | S562100  | La Favorita     |                  | COTAL SA                                    |
| 510                                                                                   | 131     | 10  | Mercedes-Benz      | OH1316   | 1992 | S629367  | La Favorita     |                  | COTAL SA                                    |
| 511                                                                                   | 131     | 11  | Mercedes-Benz      | OF1214   | 1992 | S593904  | La Favorita     |                  | COTAL SA                                    |
| 512                                                                                   | 131     | 12  | Mercedes-Benz      | OH1316   | 1993 | S651889  | La Favorita     |                  | COTAL SA                                    |
| 513                                                                                   | 131     | 13  | Mercedes-Benz      | OF1215   | 1992 | S629320  | La Favorita     |                  | COTAL SA                                    |
| 514                                                                                   | 132     | 14  | Mercedes-Benz      | OH1316   | 1993 | S648164  | La Favorita     |                  | COTAL SA                                    |
| 515                                                                                   | 132     | 15  | Mercedes-Benz      | OH1316   | 1993 | C1650192 | La Favorita     |                  | COTAL SA                                    |
| 516                                                                                   | 132     | 16  | Mercedes-Benz      | OH1316   | 1993 | C1650191 | La Favorita     |                  | COTAL SA                                    |
| 517                                                                                   | 132     | 17  | Mercedes-Benz      | OH1316   | 1993 | S648173  | La Favorita     |                  | COTAL SA                                    |
| 518                                                                                   | 132     | 18  | Mercedes-Benz      | OF1214   | 1992 | S593823  | La Favorita     |                  | COTAL SA                                    |
| 519                                                                                   | 132     | 19  | Mercedes-Benz      | OF1214   | 1991 | S593517  | Ugarte          |                  | COTAL SA                                    |
| 520                                                                                   | 132     | 20  | Mercedes-Benz      | OHL1316  | 1994 | S701953  | CND             |                  | COTAL SA                                    |
| 521                                                                                   | 132     | 21  | Mercedes-Benz      | OH1316   | 1993 | S652026  | La Favorita     |                  | COTAL SA                                    |
| 522                                                                                   | 132     | 22  | Mercedes-Benz      | OH1316   | 1993 | S671227  | Suyai           |                  | COTAL SA                                    |
| 523                                                                                   | 132     | 23  | Mercedes-Benz      | OF1214   | 1992 | S593878  | La Favorita     |                  | COTAL SA                                    |
| 524                                                                                   | 132     | 24  | Mercedes-Benz      | OF1214   | 1990 | S593391  | La Favorita     |                  | COTAL SA                                    |
| 525                                                                                   | 132     | 25  | Zanello            | UN960    | 1991 | S593476  | Bimet           |                  | COTAL SA                                    |
| 526                                                                                   | 133     | 1   | Mercedes-Benz      | OF1214   | 1992 | S623938  | Splendid        |                  | Molino Blanco SRL                           |
| 527                                                                                   | 133     | 2   | Mercedes-Benz      | LO1114   | 1988 | C1429867 | La Favorita     |                  | Molino Blanco SRL                           |
| 528                                                                                   | 133     | 3   | Mercedes-Benz      | LO1114   | 1988 | T119046  | El Diseño       |                  | Molino Blanco SRL                           |
| 529                                                                                   | 133     | 4   | Mercedes-Benz      | LO1114   | 1987 | S556284  | Crovara         |                  | Molino Blanco SRL                           |
| 530                                                                                   | 133     | 5   | Mercedes-Benz      | OF1214   | 1993 | S648708  | Alcar           |                  | Molino Blanco SRL                           |
| 531                                                                                   | 133     | 6   | Mercedes-Benz      | OH1316   | 1994 | S679088  | ALA             |                  | Molino Blanco SRL                           |
| 532                                                                                   | 133     | 7   | Mercedes-Benz      | OF1214   | 1992 | S623968  | Alcar           |                  | Molino Blanco SRL                           |
| 533                                                                                   | 133     | 8   | Mercedes-Benz      | OF1214   | 1989 | C1454594 | La Favorita     |                  | Molino Blanco SRL                           |
| 534                                                                                   | 133     | 9   | Mercedes-Benz      | OF1214   | 1992 | S617324  | Alcar           |                  | Molino Blanco SRL                           |
| 535                                                                                   | 133     | 10  | Mercedes-Benz      | OF1214   | 1990 | S604085  | Peveri          |                  | Molino Blanco SRL                           |
| 536                                                                                   | 133     | 11  | Mercedes-Benz      | 1314     | 1990 | S594776  | CND             |                  | Molino Blanco SRL                           |
| 537                                                                                   | 133     | 12  | Mercedes-Benz      | OF1214   | 1993 | S638836  | Alcar           |                  | Molino Blanco SRL                           |
| 538                                                                                   | 133     | 13  | Mercedes-Benz      | OH1314   | 1990 | C1496751 | San Juan        |                  | Molino Blanco SRL                           |
| 539                                                                                   | 133     | 14  | Zanello            | UN960    | 1990 | S594794  | Peveri          |                  | Molino Blanco SRL                           |
| 540                                                                                   | 133     | 15  | Mercedes-Benz      | OHL1320  | 1994 | S689345  | Peveri          |                  | Molino Blanco SRL                           |
| 541                                                                                   | 133     | 16  | El Detalle         | OA101    | 1994 | C1790347 | El Detalle      |                  | Molino Blanco SRL                           |
| 542                                                                                   | 133     | 30  | Mercedes-Benz      | OF1214   | 1991 | C1512039 | El Detalle      | EX 133 16        | Molino Blanco SRL                           |
| 543                                                                                   | 134     | 1   | Mercedes-Benz      | LO1114   | 1987 | S541848  | El Detalle      |                  | Las Delicias SRL                            |
| 544                                                                                   | 134     | 2   | Mercedes-Benz      | OH1315   | 1991 | S609146  | Ugarte          |                  | Las Delicias SRL                            |
| 545                                                                                   | 134     | 3   | Mercedes-Benz      | OH1316   | 1992 | S641209  | La Coruña       |                  | Las Delicias SRL                            |
| 546                                                                                   | 134     | 4   | Mercedes-Benz      | OH1314   | 1990 | S594923  | CND             | EX 139 52        | Las Delicias SRL                            |
| 547                                                                                   | 134     | 5   | Mercedes-Benz      | OH1316   | 1993 | S658324  | La Favorita     |                  | Las Delicias SRL                            |
| 548                                                                                   | 134     | 6   | Mercedes-Benz      | LO1114   | 1985 | S519220  | FRAM            |                  | Las Delicias SRL                            |
| 549                                                                                   | 134     | 7   | Mercedes-Benz      | OH1315   | 1991 | S609147  | Ugarte          |                  | Las Delicias SRL                            |
| 550                                                                                   | 134     | 8   | Mercedes-Benz      | LO1114   | 1987 | S558092  | Crovara         |                  | Las Delicias SRL                            |
| 551                                                                                   | 134     | 9   | Mercedes-Benz      | OH1316   | 1993 | C1650120 | La Favorita     |                  | Las Delicias SRL                            |
| 552                                                                                   | 134     | 10  | Mercedes-Benz      | OH1316   | 1993 | S658271  | Ugarte          |                  | Las Delicias SRL                            |
| 553                                                                                   | 134     | 11  | Mercedes-Benz      | OH1316   | 1989 | S588584  | Peveri          |                  | Las Delicias SRL                            |
| 554                                                                                   | 134     | 12  | El Detalle         | OA101    | 1994 | S694254  | El Detalle      |                  | Las Delicias SRL                            |
| 555                                                                                   | 134     | 13  | Mercedes-Benz      | OH1316   | 1992 | S641191  | San Juan        |                  | Las Delicias SRL                            |
| 556                                                                                   | 134     | 14  | Mercedes-Benz      | LO1114   | 1988 | S558540  | Crovara         |                  | Las Delicias SRL                            |
| 557                                                                                   | 134     | 15  | Mercedes-Benz      | LO1114   | 1987 | S541968  | Crovara         |                  | Las Delicias SRL                            |
| 558                                                                                   | 135     | 16  | Mercedes-Benz      | OH1314   | 1989 | S580188  | La Favorita     |                  | Las Delicias SRL                            |
| 559                                                                                   | 135     | 17  | Mercedes-Benz      | OH1315   | 1991 | S604223  | Líder           |                  | Las Delicias SRL                            |
| 560                                                                                   | 135     | 18  | Mercedes-Benz      | LO1114   | 1987 | S541743  | Crovara         |                  | Las Delicias SRL                            |
| 561                                                                                   | 135     | 19  | Mercedes-Benz      | LO1114   | 1988 | S563284  | La Favorita     |                  | Las Delicias SRL                            |
| 562                                                                                   | 135     | 20  | Mercedes-Benz      | OH1316   | 1993 | S658368  | CND             |                  | Las Delicias SRL                            |
| 563                                                                                   | 135     | 21  | El Detalle         | OA101    | 1993 | S658369  | El Detalle      |                  | Las Delicias SRL                            |
| 564                                                                                   | 135     | 22  | Mercedes-Benz      | OH1316   | 1992 | S628601  | Ottaviano Hnos. |                  | Las Delicias SRL                            |
| 565                                                                                   | 135     | 23  | Mercedes-Benz      | OF1214   | 1989 | S588438  | Bus             |                  | Las Delicias SRL                            |
| 566                                                                                   | 135     | 24  | El Detalle         | OA101    | 1993 | S658344  | El Detalle      |                  | Las Delicias SRL                            |
| 567                                                                                   | 135     | 25  | Mercedes-Benz      | OH1316   | 1993 | S658279  | Ugarte          |                  | Las Delicias SRL                            |
| 568                                                                                   | 135     | 26  | Mercedes-Benz      | OH1316   | 1992 | S641172  | San Juan        |                  | Las Delicias SRL                            |
| 569                                                                                   | 135     | 27  | Mercedes-Benz      | OHL1316  | 1994 | C1841409 | Ugarte          |                  | Las Delicias SRL                            |
| 570                                                                                   | 135     | 28  | Mercedes-Benz      | LO1114   | 1987 | S558353  | Crovara         |                  | Las Delicias SRL                            |
| 571                                                                                   | 135     | 29  | Mercedes-Benz      | OH1316   | 1993 | C1650119 | La Favorita     |                  | Las Delicias SRL                            |
| 572                                                                                   | 135     | 30  | Mercedes-Benz      | LO1114   | 1988 | S558664  | La Favorita     |                  | Las Delicias SRL                            |
| 573                                                                                   | 136     | 57  | Mercedes-Benz      | OH1315   | 1991 | S611333  | Alcar           |                  | Las Delicias SRL                            |
| 574                                                                                   | 136     | 58  | Mercedes-Benz      | OH1316   | 1993 | S658288  | CND             |                  | Las Delicias SRL                            |
| 575                                                                                   | 136     | 59  | Mercedes-Benz      | OH1316   | 1992 | S628637  | Ugarte          |                  | Las Delicias SRL                            |
| 576                                                                                   | 136     | 60  | Mercedes-Benz      | OH1315   | 1992 | S517472  | Ugarte          |                  | Las Delicias SRL                            |
| 577                                                                                   | 136     | 61  | Mercedes-Benz      | LO1114   | 1989 | S580110  | FRAM            |                  | Las Delicias SRL                            |
| 578                                                                                   | 136     | 62  | Mercedes-Benz      | OHL1316  | 1994 | C1772487 | Ugarte          |                  | Las Delicias SRL                            |
| 579                                                                                   | 136     | 63  | Mercedes-Benz      | OH1315   | 1992 | S624038  | Ugarte          |                  | Las Delicias SRL                            |
| 580                                                                                   | 136     | 64  | Mercedes-Benz      | OH1316   | 1992 | S628668  | Ugarte          |                  | Las Delicias SRL                            |
| 581                                                                                   | 136     | 65  | Mercedes-Benz      | LO1114   | 1985 | S519121  | Bimet           |                  | Las Delicias SRL                            |
| 582                                                                                   | 136     | 66  | Mercedes-Benz      | OH1316   | 1992 | S633337  | Ugarte          |                  | Las Delicias SRL                            |
| 583                                                                                   | 136     | 67  | Mercedes-Benz      | OH1315   | 1991 | S609142  | Alcar           |                  | Las Delicias SRL                            |
| 584                                                                                   | 136     | 68  | Mercedes-Benz      | OH1315   | 1991 | S604200  | Alcar           |                  | Las Delicias SRL                            |
| 585                                                                                   | 136     | 69  | Mercedes-Benz      | OH1316   | 1993 | S641643  | Alcar           | EX 4R 91         | Las Delicias SRL                            |
| 586                                                                                   | 137     | 70  | Mercedes-Benz      | OH1316   | 1992 | S633238  | Ugarte          |                  | Las Delicias SRL                            |
| 587                                                                                   | 137     | 71  | Mercedes-Benz      | OH1315   | 1991 | S611390  | Alcar           |                  | Las Delicias SRL                            |
| 588                                                                                   | 137     | 72  | Mercedes-Benz      | OH1316   | 1993 | S641575  | Ugarte          |                  | Las Delicias SRL                            |
| 589                                                                                   | 137     | 73  | Mercedes-Benz      | OH1315   | 1992 | S623965  | Suyai           |                  | Las Delicias SRL                            |
| 590                                                                                   | 137     | 74  | Mercedes-Benz      | OH1314   | 1991 | S604181  | Ugarte          |                  | Las Delicias SRL                            |
| 591                                                                                   | 137     | 75  | El Detalle         | OA101    | 1994 | S694299  | El Detalle      |                  | Las Delicias SRL                            |
| 592                                                                                   | 137     | 76  | Mercedes-Benz      | OH1316   | 1992 | S633245  | Alcar           |                  | Las Delicias SRL                            |
| 593                                                                                   | 137     | 77  | Mercedes-Benz      | OH1316   | 1992 | S633338  | Alcar           | EX 50            | Las Delicias SRL                            |
| 594                                                                                   | 137     | 78  | Mercedes-Benz      | OH1315   | 1992 | S623914  | Alcar           |                  | Las Delicias SRL                            |
| 595                                                                                   | 137     | 79  | Mercedes-Benz      | LO1114   | 1987 | S534458  | Bimet           |                  | Las Delicias SRL                            |
| 596                                                                                   | 137     | 80  | Mercedes-Benz      | LO1114   | 1987 | B2092010 | Crovara         |                  | Las Delicias SRL                            |
| 597                                                                                   | 137     | 81  | Mercedes-Benz      | LO1114   | 1984 | S490667  | Crovara         |                  | Las Delicias SRL                            |
| 598                                                                                   | 137     | 82  | Zanello            | UN960    | 1990 | S604078  | Bimet           | EX 66            | Las Delicias SRL                            |
| 599                                                                                   | 138     | 31  | Mercedes-Benz      | LO1114   | 1986 | S519726  | San Juan        |                  | Las Delicias SRL                            |
| 600                                                                                   | 138     | 32  | Mercedes-Benz      | OHL1420  | 1995 | ABO757   | La Favorita     |                  | Las Delicias SRL                            |
| 601                                                                                   | 138     | 33  | Mercedes-Benz      | LO1114   | 1987 | S541742  | Crovara         |                  | Las Delicias SRL                            |
| 602                                                                                   | 138     | 34  | Mercedes-Benz      | OHL1316  | 1994 | S705559  | Ugarte          |                  | Las Delicias SRL                            |
| 603                                                                                   | 138     | 35  | Mercedes-Benz      | OH1314   | 1990 | S594742  | El Diseño       |                  | Las Delicias SRL                            |
| 604                                                                                   | 138     | 36  | Mercedes-Benz      | OHL1420  | 1995 | ABO758   | La Favorita     |                  | Las Delicias SRL                            |
| 605                                                                                   | 138     | 37  | Mercedes-Benz      | LO1114   | 1988 | S563251  | Crovara         |                  | Las Delicias SRL                            |
| 606                                                                                   | 138     | 38  | Mercedes-Benz      | REC1114  | 1987 | S558312  | Omega           |                  | Las Delicias SRL                            |
| 607                                                                                   | 138     | 39  | Mercedes-Benz      | LO1114   | 1987 | S558183  | Crovara         |                  | Las Delicias SRL                            |
| 608                                                                                   | 138     | 40  | Mercedes-Benz      | LO1114   | 1988 | S563200  | Crovara         |                  | Las Delicias SRL                            |
| 609                                                                                   | 138     | 41  | Mercedes-Benz      | OH1316   | 1992 | S641210  | Peveri          |                  | Las Delicias SRL                            |
| 610                                                                                   | 138     | 42  | El Detalle         | OA101    | 1989 | S588485  | El Detalle      |                  | Las Delicias SRL                            |
| 611                                                                                   | 138     | 43  | Mercedes-Benz      | OHL1420  | 1995 | ABO756   | La Favorita     |                  | Las Delicias SRL                            |
| 612                                                                                   | 139     | 44  | Mercedes-Benz      | OH1316   | 1992 | S623980  | Ugarte          |                  | Las Delicias SRL                            |
| 613                                                                                   | 139     | 45  | Mercedes-Benz      | OH1314   | 1989 | S580179  | Crovara         |                  | Las Delicias SRL                            |
| 614                                                                                   | 139     | 46  | Mercedes-Benz      | OH1315   | 1991 | S611355  | Ugarte          |                  | Las Delicias SRL                            |
| 615                                                                                   | 139     | 47  | Mercedes-Benz      | LO1114   | 1988 | S563186  | Bimet           |                  | Las Delicias SRL                            |
| 616                                                                                   | 139     | 48  | El Detalle         | OA101    | 1989 | S588472  | El Detalle      |                  | Las Delicias SRL                            |
| 617                                                                                   | 139     | 49  | Mercedes-Benz      | OH1315   | 1992 | S617393  | Ugarte          |                  | Las Delicias SRL                            |
| 618                                                                                   | 139     | 50  | Mercedes-Benz      | OH1316   | 1993 | S641505  | Splendid        |                  | Las Delicias SRL                            |
| 619                                                                                   | 139     | 51  | Mercedes-Benz      | LO1114   | 1987 | S541741  | Crovara         |                  | Las Delicias SRL                            |
| 620                                                                                   | 139     | 52  | Mercedes-Benz      | OHL1316  | 1994 | S594339  | Ugarte          |                  | Las Delicias SRL                            |
| 621                                                                                   | 139     | 53  | Mercedes-Benz      | OHL1420  | 1995 | ABO755   | La Favorita     |                  | Las Delicias SRL                            |
| 622                                                                                   | 139     | 54  | Mercedes-Benz      | OH1316   | 1992 | S628609  | Ugarte          |                  | Las Delicias SRL                            |
| 623                                                                                   | 139     | 55  | Mercedes-Benz      | OH1315   | 1992 | S628588  | Ottaviano Hnos. |                  | Las Delicias SRL                            |
| 624                                                                                   | 139     | 56  | Mercedes-Benz      | LO1114   | 1988 | S563228  | FRAM            |                  | Las Delicias SRL                            |
| 625                                                                                   | 140     | 3   | Mercedes-Benz      | OF1214   | 1990 | C1442391 | CEAP            |                  | ETP Roque Sáenz Peña SRL                    |
| 626                                                                                   | 140     | 5   | Mercedes-Benz      | OF1214   | 1985 | C1278016 | CEAP            |                  | ETP Roque Sáenz Peña SRL                    |
| 627                                                                                   | 140     | 11  | Mercedes-Benz      | OH1316   | 1993 | C1681209 | CND             |                  | ETP Roque Sáenz Peña SRL                    |
| 628                                                                                   | 140     | 12  | Mercedes-Benz      | LO1114   | 1986 | S541063  | El Detalle      |                  | ETP Roque Sáenz Peña SRL                    |
| 629                                                                                   | 140     | 13  | Mercedes-Benz      | OF1214   | 1990 | S594819  | Alcar           | EX 143 23        | ETP Roque Sáenz Peña SRL                    |
| 630                                                                                   | 140     | 14  | Mercedes-Benz      | OF1214   | 1989 | Y041770  | Alcar           |                  | ETP Roque Sáenz Peña SRL                    |
| 631                                                                                   | 140     | 15  | Mercedes-Benz      | OHL1316  | 1994 | S718826  | Supercar        | EX 116 18        | ETP Roque Sáenz Peña SRL                    |
| 632                                                                                   | 140     | 16  | Mercedes-Benz      | LO1114   | 1987 | C1340868 | El Detalle      |                  | ETP Roque Sáenz Peña SRL                    |
| 633                                                                                   | 140     | 17  | Mercedes-Benz      | LO1114   | 1987 | C1368754 | ALA             |                  | ETP Roque Sáenz Peña SRL                    |
| 634                                                                                   | 140     | 20  | Mercedes-Benz      | LO1114   | 1984 | Y036241  | Alcorta         | EX 148           | ETP Roque Sáenz Peña SRL                    |
| 635                                                                                   | 140     | 24  | El Detalle         | OA101    | 1994 | C1790022 | El Detalle      |                  | ETP Roque Sáenz Peña SRL                    |
| 636                                                                                   | 140     | 30  | Mercedes-Benz      | OH1314   | 1990 | C1496752 | San Juan        |                  | ETP Roque Sáenz Peña SRL                    |
| 637                                                                                   | 140     | 31  | Mercedes-Benz      | OH1316   | 1993 | C1681201 | CND             |                  | ETP Roque Sáenz Peña SRL                    |
| 638                                                                                   | 140     | 32  | Mercedes-Benz      | LO1114   | 1985 | B1992490 | ALA             | EX 148           | ETP Roque Sáenz Peña SRL                    |
| 639                                                                                   | 140     | 33  | Mercedes-Benz      | LO1114   | 1985 | C1285256 | Ottaviano Hnos. | EX 148           | ETP Roque Sáenz Peña SRL                    |
| 640                                                                                   | 140     | 34  | Mercedes-Benz      | OH1316   | 1993 | C1681073 | CND             | EX 148           | ETP Roque Sáenz Peña SRL                    |
| 641                                                                                   | 141     | 1   | Mercedes-Benz      | LO1114   | 1986 | B2004919 | El Detalle      |                  | Transportes Saladillo SA                    |
| 642                                                                                   | 141     | 2   | Mercedes-Benz      | OF1214   | 1988 | B2137785 | Bus             |                  | Transportes Saladillo SA                    |
| 643                                                                                   | 141     | 3   | Mercedes-Benz      | LO1114   | 1986 | S535583  | Suyai           |                  | Transportes Saladillo SA                    |
| 644                                                                                   | 141     | 4   | Mercedes-Benz      | LO1114   | 1987 | S559914  | Crovara         |                  | Transportes Saladillo SA                    |
| 645                                                                                   | 141     | 5   | Mercedes-Benz      | LO1114   | 1986 | B2004849 | El Detalle      |                  | Transportes Saladillo SA                    |
| 646                                                                                   | 141     | 6   | Mercedes-Benz      | LO1114   | 1986 | C1325119 | Bimet           | EX 130           | Transportes Saladillo SA                    |
| 647                                                                                   | 141     | 7   | Mercedes-Benz      | LO1114   | 1985 | S531351  | El Detalle      |                  | Transportes Saladillo SA                    |
| 648                                                                                   | 141     | 8   | Mercedes-Benz      | OH1316   | 1994 | S671523  | COR-CIR         |                  | Transportes Saladillo SA                    |
| 649                                                                                   | 141     | 9   | El Detalle         | OA101    | 1994 | C1800580 | El Detalle      |                  | Transportes Saladillo SA                    |
| 650                                                                                   | 141     | 10  | Mercedes-Benz      | LO1114   | 1986 | C1325120 | Bimet           |                  | Transportes Saladillo SA                    |
| 651                                                                                   | 141     | 11  | Mercedes-Benz      | REC1114  | 1980 | C1000256 | Pizzo           |                  | Transportes Saladillo SA                    |
| 652                                                                                   | 141     | 12  | Mercedes-Benz      | OHL1320  | 1994 | S703798  | Splendid        |                  | Transportes Saladillo SA                    |
| 653                                                                                   | 141     | 13  | Mercedes-Benz      | OH1314   | 1989 | B2242287 | Suyai           |                  | Transportes Saladillo SA                    |
| 654                                                                                   | 141     | 14  | Mercedes-Benz      | LO1114   | 1985 | S519615  | San Juan        |                  | Transportes Saladillo SA                    |
| 655                                                                                   | 141     | 15  | El Detalle         | OA101    | 1994 | C1800584 | El Detalle      |                  | Transportes Saladillo SA                    |
| 656                                                                                   | 142     | 1   | Mercedes-Benz      | LO1114   | 1986 | C1220698 | Crovara         |                  | Transporte Automotor Gral Las Heras SRL     |
| 657                                                                                   | 142     | 2   | Mercedes-Benz      | OF1214   | 1991 | S609767  | Peveri          |                  | Transporte Automotor Gral Las Heras SRL     |
| 658                                                                                   | 142     | 3   | Mercedes-Benz      | LO1114   | 1986 | S544796  | El Detalle      |                  | Transporte Automotor Gral Las Heras SRL     |
| 659                                                                                   | 142     | 4   | Mercedes-Benz      | OH1316   | 1994 | S683065  | Peveri          |                  | Transporte Automotor Gral Las Heras SRL     |
| 660                                                                                   | 142     | 5   | Mercedes-Benz      | OHL1320  | 1995 | AGS342   | Ugarte          |                  | Transporte Automotor Gral Las Heras SRL     |
| 661                                                                                   | 142     | 6   | Mercedes-Benz      | LO1114   | 1987 | B038312  | San Juan        |                  | Transporte Automotor Gral Las Heras SRL     |
| 662                                                                                   | 142     | 7   | Mercedes-Benz      | LO1114   | 1985 | J058841  | San Juan        |                  | Transporte Automotor Gral Las Heras SRL     |
| 663                                                                                   | 142     | 8   | Mercedes-Benz      | LO1114   | 1987 | S543733  | Supercar        |                  | Transporte Automotor Gral Las Heras SRL     |
| 664                                                                                   | 142     | 9   | Mercedes-Benz      | OH1316   | 1994 | S694259  | CND             |                  | Transporte Automotor Gral Las Heras SRL     |
| 665                                                                                   | 142     | 10  | Mercedes-Benz      | LO1114   | 1987 | C1340799 | San Juan        |                  | Transporte Automotor Gral Las Heras SRL     |
| 666                                                                                   | 142     | 11  | Mercedes-Benz      | OH1316   | 1994 | S683067  | Peveri          |                  | Transporte Automotor Gral Las Heras SRL     |
| 667                                                                                   | 142     | 12  | Mercedes-Benz      | OF1214   | 1992 | S618704  | Peveri          |                  | Transporte Automotor Gral Las Heras SRL     |
| 668                                                                                   | 142     | 13  | Mercedes-Benz      | LO1114   | 1988 | S579972  | Crovara         |                  | Transporte Automotor Gral Las Heras SRL     |
| 669                                                                                   | 142     | 14  | Mercedes-Benz      | OH1316   | 1994 | S683066  | Peveri          |                  | Transporte Automotor Gral Las Heras SRL     |
| 670                                                                                   | 142     | 15  | Mercedes-Benz      | OH1316   | 1994 | S487064  | CND             |                  | Transporte Automotor Gral Las Heras SRL     |
| 671                                                                                   | 142     | 16  | Mercedes-Benz      | OHL1320  | 1995 | AEY551   | Ugarte          |                  | Transporte Automotor Gral Las Heras SRL     |
| 672                                                                                   | 142     | 17  | Mercedes-Benz      | OHL1320  | 1995 | AEY552   | Ugarte          |                  | Transporte Automotor Gral Las Heras SRL     |
| 673                                                                                   | 143     | 17  | Mercedes-Benz      | OF1214   | 1990 | C1442276 | Peveri          |                  | Molino Blanco SRL                           |
| 674                                                                                   | 143     | 18  | Mercedes-Benz      | LO1114   | 1986 | B2083767 | El Diseño       |                  | Molino Blanco SRL                           |
| 675                                                                                   | 143     | 19  | El Detalle         | OA101    | 1994 | C1790348 | El Detalle      |                  | Molino Blanco SRL                           |
| 676                                                                                   | 143     | 20  | Mercedes-Benz      | OF1214   | 1988 | C1430485 | El Diseño       |                  | Molino Blanco SRL                           |
| 677                                                                                   | 143     | 21  | Mercedes-Benz      | OH1316   | 1993 | C1657768 | CND             |                  | Molino Blanco SRL                           |
| 678                                                                                   | 143     | 22  | Mercedes-Benz      | OF1214   | 1987 | C1401214 | El Diseño       |                  | Molino Blanco SRL                           |
| 679                                                                                   | 143     | 23  | Mercedes-Benz      | OH1316   | 1994 | S679039  | Alcar           |                  | Molino Blanco SRL                           |
| 680                                                                                   | 143     | 25  | Mercedes-Benz      | OF1214   | 1990 | S594820  | San Juan        |                  | Molino Blanco SRL                           |
| 681                                                                                   | 143     | 26  | Mercedes-Benz      | LO1114   | 1985 | C1278149 | El Detalle      |                  | Molino Blanco SRL                           |
| 682                                                                                   | 143     | 27  | El Detalle         | OA101    | 1994 | C1790351 | El Detalle      |                  | Molino Blanco SRL                           |
| 683                                                                                   | 143     | 28  | Mercedes-Benz      | OF1214   | 1992 | S633249  | Alcar           |                  | Molino Blanco SRL                           |
| 684                                                                                   | 143     | 29  | Mercedes-Benz      | OF1214   | 1993 | S648707  | Alcar           |                  | Molino Blanco SRL                           |
| 685                                                                                   | 143     | 31  | Mercedes-Benz      | OF1314   | 1990 | S604056  | La Favorita     |                  | Molino Blanco SRL                           |
| 686                                                                                   | 143     | 32  | Mercedes-Benz      | OF1314   | 1990 | S594886  | CND             |                  | Molino Blanco SRL                           |
| 687                                                                                   | 143     | 33  | Mercedes-Benz      | OF1315   | 1993 | C1657532 | Corwin          |                  | Molino Blanco SRL                           |
| 688                                                                                   | 143     | 34  | Mercedes-Benz      | OF1214   | 1989 | S588509  | Crovara         |                  | Molino Blanco SRL                           |
| 689                                                                                   | 143     | 35  | Mercedes-Benz      | OH1314   | 1990 | S594816  | Alcar           | EX 155 35        | Molino Blanco SRL                           |
| 690                                                                                   | 144     | 19  | Mercedes-Benz      | LO1114   | 1989 | S580180  | Splendid        |                  | Empresa Zona Sud SRL                        |
| 691                                                                                   | 144     | 20  | Mercedes-Benz      | OF1315   | 1991 | S614463  | Peveri          | Ex K 12          | Empresa Zona Sud SRL                        |
| 692                                                                                   | 144     | 21  | Mercedes-Benz      | OH1314   | 1990 | RKA361   | Alcar           | S59481X          | Empresa Zona Sud SRL                        |
| 693                                                                                   | 144     | 22  | Mercedes-Benz      | OF1315   | 1992 | S618514  | Peveri          |                  | Empresa Zona Sud SRL                        |
| 694                                                                                   | 144     | 23  | Mercedes-Benz      | LO1114   | 1985 | C1301331 | Alcar           |                  | Empresa Zona Sud SRL                        |
| 695                                                                                   | 144     | 24  | Mercedes-Benz      | LO1114   | 1988 | S575979  | Ottaviano Hnos. |                  | Empresa Zona Sud SRL                        |
| 696                                                                                   | 144     | 25  | Mercedes-Benz      | LO1114   | 1986 | C1330566 | ALA             | EX 146 4         | Empresa Zona Sud SRL                        |
| 697                                                                                   | 144     | 26  | Mercedes-Benz      | LO1114   | 1985 | B2052560 | Crovara         |                  | Empresa Zona Sud SRL                        |
| 698                                                                                   | 144     | 27  | Mercedes-Benz      | OF1214   | 1991 | S593495  | Supercar        | EX 145 3         | Empresa Zona Sud SRL                        |
| 699                                                                                   | 144     | 28  | Mercedes-Benz      | OH1316   | 1994 | S713158  | BI-COL          |                  | Empresa Zona Sud SRL                        |
| 700                                                                                   | 144     | 29  | Mercedes-Benz      | 1314     | 1990 | S597083  | La Favorita     | EX 103           | Empresa Zona Sud SRL                        |
| 701                                                                                   | 144     | 30  | Mercedes-Benz      | OF1214   | 1991 | S593496  | Supercar        | EX 146 13        | Empresa Zona Sud SRL                        |
| 702                                                                                   | 144     | 31  | Mercedes-Benz      | OF1214   | 1986 | T109888  | Alcar           |                  | Empresa Zona Sud SRL                        |
| 703                                                                                   | 144     | 32  | Mercedes-Benz      | OH1314   | 1990 | RGB423   | La Favorita     | S597095          | Empresa Zona Sud SRL                        |
| 704                                                                                   | 145     | 1   | Mercedes-Benz      | OF1215   | 1992 | C1579372 | Corwin          |                  | Empresa Zona Sud SRL                        |
| 705                                                                                   | 145     | 2   | Mercedes-Benz      | OH1314   | 1989 | S562453  | ALA             |                  | Empresa Zona Sud SRL                        |
| 706                                                                                   | 145     | 3   | Mercedes-Benz      | OF1215   | 1992 | C1606634 | Corwin          |                  | Empresa Zona Sud SRL                        |
| 707                                                                                   | 145     | 6   | Mercedes-Benz      | OF1214   | 1988 | B2222137 | Crovara         |                  | Empresa Zona Sud SRL                        |
| 708                                                                                   | 145     | 7   | Mercedes-Benz      | OH1314   | 1990 | S597225  | EiVar           | EX 103           | Empresa Zona Sud SRL                        |
| 709                                                                                   | 145     | 8   | Mercedes-Benz      | OF1214   | 1988 | B2222138 | El Diseño       | EX 103 26        | Empresa Zona Sud SRL                        |
| 710                                                                                   | 146     | 4   | Mercedes-Benz      | OF1215   | 1992 | C1579478 | Corwin          |                  | Empresa Zona Sud SRL                        |
| 711                                                                                   | 146     | 5   | Mercedes-Benz      | OH1314   | 1989 | C1454963 | La Favorita     |                  | Empresa Zona Sud SRL                        |
| 712                                                                                   | 146     | 9   | Mercedes-Benz      | OC1214   | 1985 | C1295383 | El Detalle      | EX 103 27        | Empresa Zona Sud SRL                        |
| 713                                                                                   | 146     | 10  | Mercedes-Benz      | OF1215   | 1992 | C1606632 | Corwin          |                  | Empresa Zona Sud SRL                        |
| 714                                                                                   | 146     | 11  | Mercedes-Benz      | OF1215   | 1992 | C1579371 | Corwin          |                  | Empresa Zona Sud SRL                        |
| 715                                                                                   | 146     | 12  | Mercedes-Benz      | OF1214   | 1987 | B2137660 | Crovara         |                  | Empresa Zona Sud SRL                        |
| 716                                                                                   | 146     | 13  | Mercedes-Benz      | OF1215   | 1992 | C1606633 | Corwin          |                  | Empresa Zona Sud SRL                        |
| 717                                                                                   | 146     | 14  | Mercedes-Benz      | OF1214   | 1986 | C1649744 | El Diseño       |                  | Empresa Zona Sud SRL                        |
| 718                                                                                   | 146     | 15  | Mercedes-Benz      | OF1215   | 1993 | C1642817 | Corwin          |                  | Empresa Zona Sud SRL                        |
| 719                                                                                   | 146     | 16  | Mercedes-Benz      | OH1314   | 1990 | C1499027 | ALA             | EX 107           | Empresa Zona Sud SRL                        |
| 720                                                                                   | 146     | 17  | Mercedes-Benz      | OF1214   | 1987 | S541818  | Crovara         |                  | Empresa Zona Sud SRL                        |
| 721                                                                                   | 146     | 18  | Mercedes-Benz      | OF1314   | 1990 | S597103  | Bus             | EX 107           | Empresa Zona Sud SRL                        |
| 722                                                                                   | 146     | 33  | Mercedes-Benz      | LO1114   | 1987 | B2222112 | Crovara         | EX 141           | Empresa Zona Sud SRL                        |
| 723                                                                                   | 146     | 35  | Mercedes-Benz      | OHL1320  | 1994 | C1849833 | Corwin          |                  | Empresa Zona Sud SRL                        |
| 724                                                                                   | 146     | 38  | Mercedes-Benz      | LO1114   | 1985 | C1278654 | El Diseño       |                  | Empresa Zona Sud SRL                        |
| 725                                                                                   | 147     | 1   | Zanello            | UN960    | 1991 | S609718  | Bimet           |                  | Transporte Automotor El Halcón SRL          |
| 726                                                                                   | 147     | 2   | Zanello            | UN960    | 1991 | S605108  | Bimet           |                  | Transporte Automotor El Halcón SRL          |
| 727                                                                                   | 147     | 3   | Mercedes-Benz      | OF1320   | 1993 | S638585  | La Favorita     |                  | Transporte Automotor El Halcón SRL          |
| 728                                                                                   | 147     | 4   | Mercedes-Benz      | OF1320   | 1993 | S638586  | La Favorita     |                  | Transporte Automotor El Halcón SRL          |
| 729                                                                                   | 147     | 5   | Mercedes-Benz      | OF1215   | 1992 | S638508  | La Coruña       |                  | Transporte Automotor El Halcón SRL          |
| 730                                                                                   | 147     | 6   | Mercedes-Benz      | LO1114   | 1988 | S580048  | Bimet           |                  | Transporte Automotor El Halcón SRL          |
| 731                                                                                   | 147     | 7   | Mercedes-Benz      | LO1114   | 1986 | S545127  | Bimet           |                  | Transporte Automotor El Halcón SRL          |
| 732                                                                                   | 147     | 8   | Mercedes-Benz      | LO1114   | 1986 | S545068  | Bimet           |                  | Transporte Automotor El Halcón SRL          |
| 733                                                                                   | 147     | 9   | Mercedes-Benz      | OF1215   | 1992 | S618776  | Corwin          |                  | Transporte Automotor El Halcón SRL          |
| 734                                                                                   | 147     | 10  | Mercedes-Benz      | OF1214   | 1992 | S618721  | Corwin          |                  | Transporte Automotor El Halcón SRL          |
| 735                                                                                   | 147     | 11  | Mercedes-Benz      | OF1215   | 1993 | S638646  | La Coruña       |                  | Transporte Automotor El Halcón SRL          |
| 736                                                                                   | 147     | 12  | Mercedes-Benz      | OF1215   | 1992 | S618720  | Corwin          |                  | Transporte Automotor El Halcón SRL          |
| 737                                                                                   | 147     | 13  | Mercedes-Benz      | LO1114   | 1987 | S561559  | Bimet           |                  | Transporte Automotor El Halcón SRL          |
| 738                                                                                   | 147     | 14  | Mercedes-Benz      | OF1214   | 1991 | S609796  | Bimet           |                  | Transporte Automotor El Halcón SRL          |
| 739                                                                                   | 148     | 1   | Mercedes-Benz      | OF1215   | 1993 | S655289  | Alcar           |                  | Transporte Automotor El Halcón SRL          |
| 740                                                                                   | 148     | 2   | Mercedes-Benz      | OF1214   | 1989 | C1441792 | Crovara         |                  | ETP Roque Sáenz Peña SRL                    |
| 741                                                                                   | 148     | 4   | Mercedes-Benz      | OH1316   | 1993 | C1657868 | Supercar        | EX 140           | ETP Roque Sáenz Peña SRL                    |
| 742                                                                                   | 148     | 6   | Mercedes-Benz      | LO1114   | 1985 | B2023252 | Bimet           |                  | ETP Roque Sáenz Peña SRL                    |
| 743                                                                                   | 148     | 7   | Mercedes-Benz      | OH1316   | 1993 | C1657788 | Corwin          | EX 140           | ETP Roque Sáenz Peña SRL                    |
| 744                                                                                   | 148     | 8   | Mercedes-Benz      | LO1114   | 1987 | S556285  | Crovara         | EX 140           | ETP Roque Sáenz Peña SRL                    |
| 745                                                                                   | 148     | 9   | Mercedes-Benz      | LO1114   | 1987 | C1346867 | El Detalle      |                  | ETP Roque Sáenz Peña SRL                    |
| 746                                                                                   | 148     | 10  | Mercedes-Benz      | OH1316   | 1993 | C1681004 | Corwin          | EX 140           | ETP Roque Sáenz Peña SRL                    |
| 747                                                                                   | 148     | 18  | Mercedes-Benz      | OF1214   | 1987 | A072326  | Alcar           | EX 140           | ETP Roque Sáenz Peña SRL                    |
| 748                                                                                   | 148     | 19  | Mercedes-Benz      | OH1316   | 1993 | C1681007 | Supercar        | EX 140           | ETP Roque Sáenz Peña SRL                    |
| 749                                                                                   | 148     | 21  | El Detalle         | OA101    | 1994 | C1790023 | El Detalle      |                  | ETP Roque Sáenz Peña SRL                    |
| 750                                                                                   | 148     | 22  | Mercedes-Benz      | OH1316   | 1993 | C1681208 | La Favorita     |                  | ETP Roque Sáenz Peña SRL                    |
| 751                                                                                   | 148     | 23  | Mercedes-Benz      | LO1114   | 1987 | C1368596 | Vecinal DLM     |                  | ETP Roque Sáenz Peña SRL                    |
| 752                                                                                   | 148     | 26  | Mercedes-Benz      | OF1214   | 1992 | S618791  | Splendid        |                  | ETP Roque Sáenz Peña SRL                    |
| 753                                                                                   | 148     | 27  | Zanello            | UN960    | 1990 | S596217  | Peveri          |                  | ETP Roque Sáenz Peña SRL                    |
| 754                                                                                   | 148     | 28  | Mercedes-Benz      | OH1316   | 1993 | C1657787 | Corwin          |                  | ETP Roque Sáenz Peña SRL                    |
| 755                                                                                   | 148     | 29  | Mercedes-Benz      | OF1215   | 1992 | S618808  | La Coruña       |                  | ETP Roque Sáenz Peña SRL                    |
| 756                                                                                   | 151     | 5   | Mercedes-Benz      | LO1114   | 1986 | S543302  | FRAM            |                  | Transporte Automotor Gral Azcuénaga SRL     |
| 757                                                                                   | 151     | 7   | Mercedes-Benz      | LO1114   | 1988 | S575978  | Ottaviano Hnos. | EX 121           | Transporte Automotor Gral Azcuénaga SRL     |
| 758                                                                                   | 151     | 20  | Mercedes-Benz      | OF1214   | 1993 | S651594  | Supercar        | LINEA EMERGENCIA | Transporte Automotor Gral Azcuénaga SRL     |
| 759                                                                                   | 151     | 21  | Mercedes-Benz      | LO1114   | 1986 | B2064896 | El Detalle      |                  | Transporte Automotor Gral Azcuénaga SRL     |
| 760                                                                                   | 151     | 30  | Mercedes-Benz      | OF1215   | 1992 | S618535  | Corwin          |                  | Transporte Automotor Gral Azcuénaga SRL     |
| 761                                                                                   | 151     | 74  | Mercedes-Benz      | LO1114   | 1986 | S535844  | Supercar        | EX 145           | Transporte Automotor Gral Azcuénaga SRL     |
| 762                                                                                   | 151     | 77  | Mercedes-Benz      | LO1114   | 1986 | S543056  | FRAM            | EX 145           | Transporte Automotor Gral Azcuénaga SRL     |
| 763                                                                                   | 153     | 27  | Mercedes-Benz      | OHL1320  | 1994 | C1800794 | IMECA           | EX 120           | Primera Junta SRL                           |
| 764                                                                                   | 153     | 28  | Mercedes-Benz      | OHL1320  | 1994 | C1800792 | IMECA           | EX 120           | Primera Junta SRL                           |
| 765                                                                                   | 153     | 29  | Mercedes-Benz      | OHL1320  | 1994 | C1800793 | IMECA           | EX 120           | Primera Junta SRL                           |
| 766                                                                                   | 153     | 33  | Mercedes-Benz      | OHL1316  | 1994 | C1774296 | Supercar        | EX 121           | Primera Junta SRL                           |
| 767                                                                                   | 153     | 37  | Mercedes-Benz      | OH1316   | 1994 | C1774297 | Supercar        | EX 121           | Primera Junta SRL                           |
| 768                                                                                   | 153     | 38  | Mercedes-Benz      | OH1316   | 1993 | C1732820 | La Favorita     | EX 101           | Primera Junta SRL                           |
| 769                                                                                   | 153     | 40  | Mercedes-Benz      | OH1316   | 1993 | C1732821 | La Favorita     | EX 128           | Primera Junta SRL                           |
| 770                                                                                   | 153     | 50  | Mercedes-Benz      | OHL1316  | 1994 | C1774295 | Supercar        | EX 128           | Primera Junta SRL                           |
| 771                                                                                   | 153     | 57  | El Detalle         | OA101    | 1993 | C1727302 | El Detalle      | EX 101           | Primera Junta SRL                           |
| 772                                                                                   | 153     | 59  | Mercedes-Benz      | OH1316   | 1993 | S675438  | Corwin          | EX 101           | Primera Junta SRL                           |
| 773                                                                                   | 153     | 62  | El Detalle         | OA101    | 1993 | C1727436 | El Detalle      | EX 101           | Primera Junta SRL                           |
| 774                                                                                   | 153     | 63  | El Detalle         | OA101    | 1993 | C1727440 | El Detalle      | EX 128           | Primera Junta SRL                           |
| 775                                                                                   | 153     | 64  | El Detalle         | OA101    | 1993 | C1727439 |                 | EX 101           | Primera Junta SRL                           |
| 776                                                                                   | 153     | 65  | El Detalle         | OA101    | 1993 | C1727438 | El Detalle      | EX 101           | Primera Junta SRL                           |
| 777                                                                                   | 153     | 68  | Mercedes-Benz      | OH1316   | 1994 | C1756764 | La Favorita     | EX 28            | Primera Junta SRL                           |
| 778                                                                                   | 157(K)  | 1   | Volvo Powertronics | B58E     | 1993 |          | Marcopolo       |                  | Eco Bus                                     |
| 779                                                                                   | 157(K)  | 2   | Volvo Powertronics | B58E     | 1993 |          | Marcopolo       |                  | Eco Bus                                     |
| 780                                                                                   | 157(K)  | 3   | Volvo Powertronics | B58E     | 1993 |          | Marcopolo       |                  | Eco Bus                                     |
| 781                                                                                   | 157(K)  | 4   | Volvo Powertronics | B58E     | 1993 |          | Marcopolo       |                  | Eco Bus                                     |
| 782                                                                                   | 157(K)  | 5   | Volvo Powertronics | B58E     | 1993 |          | Marcopolo       |                  | Eco Bus                                     |
| 783                                                                                   | 157(K)  | 6   | Volvo Powertronics | B58E     | 1993 |          | Marcopolo       |                  | Eco Bus                                     |
| 784                                                                                   | 157(K)  | 7   | Volvo Powertronics | B58E     | 1993 |          | Marcopolo       |                  | Eco Bus                                     |
| 785                                                                                   | 157(K)  | 8   | Volvo Powertronics | B58E     | 1993 |          | Marcopolo       |                  | Eco Bus                                     |
| 786                                                                                   | 157(K)  | 9   | Volvo Powertronics | B58E     | 1993 |          | Marcopolo       |                  | Eco Bus                                     |
| 787                                                                                   | 157(K)  | 10  | Volvo Powertronics | B58E     | 1993 |          | Marcopolo       |                  | Eco Bus                                     |
| 788                                                                                   | 157(K)  | 11  | Volvo Powertronics | B58E     | 1993 |          | Marcopolo       |                  | Eco Bus                                     |
| 789                                                                                   | 157(K)  | 12  | Volvo Powertronics | B58E     | 1993 |          | Marcopolo       |                  | Eco Bus                                     |
| 790                                                                                   | 157(K)  | 13  | Volvo Powertronics | B58E     | 1993 |          | Marcopolo       |                  | Eco Bus                                     |
| 791                                                                                   | 157(K)  | 14  | Volvo Powertronics | B58E     | 1993 |          | Marcopolo       |                  | Eco Bus                                     |
| 792                                                                                   | 157(K)  | 15  | Volvo Powertronics | B58E     | 1994 |          | Marcopolo       |                  | Eco Bus                                     |
| 793                                                                                   | 157(K)  | 16  | Volvo Powertronics | B58E     | 1994 |          | Marcopolo       |                  | Eco Bus                                     |
| 794                                                                                   | 157(K)  | 17  | Volvo Powertronics | B58E     | 1994 |          | Marcopolo       |                  | Eco Bus                                     |
| 795                                                                                   | 157(K)  | 18  | Volvo Powertronics | B58E     | 1994 |          | Marcopolo       |                  | Eco Bus                                     |
| 796                                                                                   | 157(K)  | 19  | Volvo Powertronics | B58E     | 1994 |          | Marcopolo       |                  | Eco Bus                                     |
| 797                                                                                   | 157(K)  | 20  | Volvo Powertronics | B58E     | 1994 |          | Marcopolo       |                  | Eco Bus                                     |
| 798                                                                                   | 158     | 16  | Mercedes-Benz      | LO1114   | 1986 | B2004984 | El Detalle      |                  | Transportes Saladillo SA                    |
| 799                                                                                   | 158     | 17  | Mercedes-Benz      | REC1114  | 1979 | C961023  | Pizzo           |                  | Transportes Saladillo SA                    |
| 800                                                                                   | 158     | 18  | Mercedes-Benz      | OF1214   | 1988 | B2137793 | Bus             |                  | Transportes Saladillo SA                    |
| 801                                                                                   | 158     | 19  | El Detalle         | OA101    | 1994 | C1800582 | El Detalle      |                  | Transportes Saladillo SA                    |
| 802                                                                                   | 158     | 20  | Mercedes-Benz      | LO1114   | 1986 | S534506  | Bimet           |                  | Transportes Saladillo SA                    |
| 803                                                                                   | 158     | 21  | Mercedes-Benz      | OH1314   | 1989 | S588473  | Crovara         |                  | Transportes Saladillo SA                    |
| 804                                                                                   | 158     | 22  | Mercedes-Benz      | LO1114   | 1985 | S520544  | Bimet           |                  | Transportes Saladillo SA                    |
| 805                                                                                   | 158     | 23  | El Detalle         | OA101    | 1993 | C1702806 | El Detalle      |                  | Transportes Saladillo SA                    |
| 806                                                                                   | 158     | 24  | Mercedes-Benz      | LO1114   | 1986 | S543243  | El Diseño       |                  | Transportes Saladillo SA                    |
| 807                                                                                   | 158     | 25  | Mercedes-Benz      | LO1114   | 1985 | C1287724 | Suyai           |                  | Transportes Saladillo SA                    |
| 808                                                                                   | 158     | 26  | Mercedes-Benz      | OF1214   | 1988 | C1441585 | Suyai           |                  | Transportes Saladillo SA                    |
| 809                                                                                   | 158     | 27  | Mercedes-Benz      | OF1214   | 1988 | B2197856 | Bus             |                  | Transportes Saladillo SA                    |
| 810                                                                                   | 158     | 28  | Mercedes-Benz      | OF1214   | 1988 | B2197872 | Bus             |                  | Transportes Saladillo SA                    |
| 811                                                                                   | 158     | 29  | El Detalle         | OA101    | 1994 | C1800583 | El Detalle      |                  | Transportes Saladillo SA                    |
| 812                                                                                   | 158     | 30  | El Detalle         | OA101    | 1994 | C1800581 | El Detalle      |                  | Transportes Saladillo SA                    |
| 813                                                                                   | 160     | 17  | Mercedes-Benz      | LO1114   | 1984 | S512282  | Crovara         | EX 116 4         | Provincias Unidas SRL                       |
| 814                                                                                   | 160     | 18  | Mercedes-Benz      | LO1114   | 1984 | S497584  | Crovara         | EX 116 11        | Provincias Unidas SRL                       |
| 815                                                                                   | 160     | 19  | Mercedes-Benz      | LO1114   | 1987 | C1327999 | San Juan        |                  | Provincias Unidas SRL                       |
| 816                                                                                   | 160     | 20  | Mercedes-Benz      | LO1114   | 1984 | C1203466 | El Detalle      | EX 116 14        | Provincias Unidas SRL                       |
| 817                                                                                   | 160     | 25  | Mercedes-Benz      | OF1214   | 1988 | U085623  | La Favorita     |                  | Provincias Unidas SRL                       |
| 818                                                                                   | 161     |     |                    |          |      |          |                 |                  | ETP Roque Sáenz Peña SRL                    |
| 819                                                                                   | 162     | 25  | Mercedes-Benz      | OF1214   | 1990 | S593209  | Supercar        | EX 121           | Transporte Automotor Nicolás Avellaneda SRL |
| 820                                                                                   | 162     | 35  | Mercedes-Benz      | OF1214   | 1990 | S593228  | Supercar        | EX 124           | Transporte Automotor Nicolás Avellaneda SRL |
| 821                                                                                   | 162     | 45  | Mercedes-Benz      | OF1214   | 1990 | S593213  | Supercar        | EX 124           | Transporte Automotor Nicolás Avellaneda SRL |

Para acceder al listado de recorridos de las diversas líneas, véase Líneas de transporte de Rosario 1996.

Representación de una parada de autobuses estándar en Rosario. La "P" significa "parada"; la "E" tachada "prohibido estacionar"; el listado contiene las líneas que ascienden o descienden pasajeros en esa parada, y algunas recomendaciones. En el lateral figura el código de parada. Por debajo, el Distrito al que corresponde esa parada, con el color (de Distrito) correspondiente.

El 19 de diciembre de 1996 el Concejo Municipal aprobó el decreto 12548/96 donde se facultó al Ejecutivo municipal a realizar un llamado a licitación público para contratar una consultora a que realice un estudio integral del sistema. El 5 de septiembre de 1997 el intendente adjudica la licitación al consorcio Systra-Atec. El 22 de junio de 1998 la consultora entrega el informe. El 28 de julio de 1998 se envía al Concejo el informe elaborado por el consorcio. Entre noviembre del mismo año y marzo del año 1999 se envían al Concejo propuestas de pliegos y propuestas de ordenanzas para regular el nuevo sistema de transporte. El 2 de abril del 2000 la Secretaría de Servicios Públicos concretó el llamado a licitación pública para la concesión del nuevo sistema de transporte urbano de pasajeros. La propuesta de explotación consistió en tres grupos de líneas de transporte operados cada uno por una empresa o un grupo de empresas: 
- el Grupo 1 tendría a cargo 2 líneas troncales (una troncal alimentada con 9 líneas barriales y la otra troncal con 5 líneas barriales), 3 líneas expresos (una en el corredor norte y las otras dos en el corredor sur) y 4 líneas convencionales;
- el Grupo 2 tendría a cargo 4 líneas troncales (una troncal alimentada con 3 líneas barriales, otra con 6 líneas barriales, otra con 4 líneas barriales y la otra con 3 líneas barriales), 4 líneas convencionales y 1 línea expreso;
- y el Grupo 3 tendría a su cargo 2 líneas troncales (con 3 líneas alimentadoras cada una), 6 líneas convencionales, 2 líneas expresos y la línea K de trolebuses.[21][22]

Para acceder al listado de recorridos de las diversas líneas, véase Líneas de transporte de Rosario 2000.
El 18 de agosto de 2000, finalizó el plazo para la venta de pliegos. El grupo de oferentes quedó constituido de la siguiente forma: 
- Grupo Martín Fierro.
- Grupo COTAL.
- Grupo Empresa General Belgrano.
- Grupo Las Delicias y Molino Blanco.
- Grupo Plaza.
- Grupo Transporte Mariano Moreno.
- Grupo Empresa Luján.

El 8 de septiembre de 2000, el intendente de Rosario, Hermes Binner, realizó la apertura de sobres. De los siete oferentes que adquirieron los pliegos, solamente cuatro presentaron los sobres con sus respectivas ofertas: 
- Grupo Martín Fierro (asociado a COLCAM, concesionario de Mercedes-Benz), el cual ofertó sobre corredor norte-sur.
- Grupo Manuel Belgrano (asociado a la transportista Ideal San Justo), el cual ofertó sobre los corredores norte-sur, este-oeste y sudoeste.
- Grupo COTAL (asociado con la carrocera La Favorita), el cual ofertó sobre el corredor sudoeste.
- Grupo Las Delicias (asociado a la carrocera Ugarte), el cual ofertó sobre el corredor sudoeste.

Luego de modificaciones varias en el proyecto, hacia el año 2001 el por entonces secretario de Servicios Públicos Miguel Lifschitz anunció la postergación del proceso licitatorio por 180 o 220 días para luego retomar su análisis. Uno de los determinantes de este hecho habría sido la caducidad de la concesión al grupo empresario COTAL sobre las líneas 112, 126, 127, 129, 130, 131, 132 y 147, dejando en duda la capacidad de los grupos oferentes para continuar con las inversiones, sumado a la baja en la cantidad de usuarios de transporte público.
En julio de 2001, la Municipalidad de Rosario a través de su boletín Rosario Informa (año 5, número 27, julio/agosto 2001) publicó el «Plan de Recuperación del Transporte de Rosario», donde la Secretaría de Servicios Públicos informó las medidas que se adoptaron para mejorar el servicio, entre ellas:
- Renovación de 31 unidades modelos 1988 y 1989 para su reemplazo por unidades más nuevas.
- Salida de circulación a partir del 30 de junio de 2002 de 40 unidades modelo 1990 para su reemplazo por unidades más nuevas.
- Adición de 28 unidades al sistema, elevando la cantidad total de las mismas de 585 a 613 en circulación.
- Incorporación de 12 unidades más al sistema, elevando la cantidad total a 625.
- Sanción de 991 actas de infracción labradas durante los meses de abril y mayo.
- Firma de convenio (14 de mayo de 2001) con el Instituto de Estudios del Transporte de la Universidad Nacional de Rosario para la realización de auditoría técnica sobre transporte urbano y mecanismo de distribución del sistema prepago de tarjetas de bandas magnéticas.
- Realización de auditorías contables en todas las empresas prestatarias a fin de verificar situación económico-financiera de las mismas, destino de los ingresos producidos y aportes al estado.
- Distribución entre empresas prestatarias del Fondo Compensador de Transporte establecido por Ordenanza 7099/2000 y Ordenanza 7157/2000, conformado por lo percibido en concepto de tasa de fiscalización del transporte, sumado a la recaudación por el sistema de estacionamiento medido y el excedente de 35 centavos por viaje por utilización del sistema de cambio justo.
- Aplicación del sistema de pago con cambio justo en todas las unidades del transporte urbano de pasajeros, a partir del 28 de mayo de 2001.
- Aplicación de línea gratuita telefónica 0800 888 4188 de atención para reclamos e información durante las 24 horas todos los días de la semana.
- Realización de reuniones con asociaciones vecinales de la ciudad en cada uno de los seis distritos para recabar inquietudes y propuestas.
- Puesta en funcionamiento de la Comisión de Seguimiento del Transporte Urbano de Pasajeros.

El 26 de noviembre de 2001, el intendente Hermes Binner rubricó con su firma el decreto (oficializado un día después) número 2110 que "deja sin efecto el proceso licitatorio y permite devolver las garantías de oferta a las (tres) empresas", finalizando así la licitación del nuevo sistema de transporte tras considerarlo inviable en su corto y mediano plazo.
Para acceder al listado de recorridos de las diversas líneas, véase Líneas de transporte de Rosario 2002.

Representación gráfica de los Carriles Exclusivos aprobados por Ordenanza 8864/2011.

Tras una nueva licitación iniciada en 2004, y sus modificaciones, el 7 de diciembre de 2006 el por entonces intendente Miguel Lifschitz anunció a los futuros operadores del sistema:

- Rosario Bus: grupos 1 y 2.
- Las Delicias: grupo 3.
- EMTR SA (La Mixta): grupo 4.
- SEMTUR: grupo 5.

En enero de 2009, y luego de un nuevo episodio crítico en el transporte público local la Municipalidad de Rosario determinó la caducidad de la concesión de la empresa Las Delicias, distribuyendo el servicio de sus líneas en explotación a los operadores SEMTUR, Rosario Bus y La Mixta.
El 27 de septiembre de 2010, se presenta en sociedad el nuevo método de pago mediante tarjeta sin contacto (tecnología MIFARE DESFire EV1). El mismo comenzaría a operar como prueba piloto el 14 de julio de 2011, dándose inicio a la comercialización y uso masivo de la misma desde el 23 de noviembre de 2011.
El 12 de febrero de 2012, se dio inicio la utilización de los Carriles Exclusivos para el Transporte Público de pasajeros en Rosario de acuerdo a la Ordenanza 8864/2011 aprobada por el Concejo Municipal. Los mismos se tratan de espacios de la calzada reservados para la circulación exclusiva del transporte público, como colectivos, taxis ocupados, remises ocupados, transporte escolar, y en urgencias las ambulancias y los móviles de bomberos y policía.

## Sistematización
El 17 de marzo de 2016 el gobierno municipal realizó la apertura del llamado a licitación de la nueva red de transporte. En junio de 2016 se determinó una prórroga para la adquisición de los pliegos y presentación de ofertas de dicha licitación.
Tabla de nomenclatura propuesta en nuevo sistema, y lineas equivalentes año 2016
| Nomenclatura propuesta | Equivalentes al año 2016 (parcial o totalmente) |
| ---------------------- | ----------------------------------------------- |
| A                      | 103 Negro                                       |
| B                      | 103 Rojo + 106                                  |
| C                      | 110 + 129 + 131                                 |
| D                      | 133 + 136 + 137                                 |
| E                      | 120 + 123                                       |
| F                      | 122 Rojo + 145                                  |
| G                      | 121                                             |
| K                      | K                                               |
| Q                      | 127                                             |
| 1                      | 153 Negro                                       |
| 2                      | 102 Negro                                       |
| 3                      | 102 Rojo                                        |
| 4                      | 107 + 113                                       |
| 5                      | 142                                             |
| 6                      | 110 + 138 + 139                                 |
| 7                      | 141                                             |
| 8                      | 112                                             |
| 9                      | 146 Rojo + 146 Negro                            |
| 10                     | 115                                             |
| 11                     | 116 + 142 Negro                                 |
| 12                     | 142                                             |
| 13                     | 153 Rojo                                        |
| 14                     | 134 + 135 + 140                                 |
| 15                     | 121                                             |
| 16                     | 110                                             |
| 17                     | 116 + 122 Verde                                 |
| 18                     | 110 + 153                                       |
| 19                     | 126                                             |
| 20                     | 130                                             |
| 21                     | 144                                             |
| 22                     | 107 + 143 Negro                                 |
| 23                     | 130 + 138 + 139                                 |
| B1                     | Ronda CUR-Sur                                   |
| B2                     | Enlace Irigoyen                                 |
| B3                     | Enlace Noroeste                                 |
| B4                     | 128 Rojo                                        |
| B5                     | 101 Negro + 101 Rojo                            |
| B6                     | 142 Rojo + 153 Negro                            |
| B7                     | Línea de la Costa                               |
| B8                     | Ronda del Centro                                |

Tras prorrogarse el llamado a licitación, en 2017 se anuncia el acto de adjudicación de las concesiones de transporte urbano para la firma local Rosario Bus SA, de Agustín Bermúdez; la mendocina El Cacique SA de Sergio Pensalfine y la estatal Movi Rosario SAU (resultante de la fusión de la sociedad estatal SEMTUR y la sociedad de capitales mixtos EMTR SA).

Finalmente en agosto de 2018 la municipalidad anuncia la adjudicación del nuevo sistema de trasporte a las tres empresas que ganaron la licitación, a pocos días del vencimiento de la concesión hasta ese entonces vigente.

Durante 2017 la empresa estatal Movi Rosario SAU incorpora 40 unidades cero kilómetro Metalpar sobre chasis VW 18280 motor MAN. Harían lo propio las firmas Rosario Bus SA en 2018 y El Cacique SA en 2019 con coches cero kilómetro carrocería Metalpar sobre chasis VW 18280 motor MAN y Metalpar sobre chasis Mercedes Benz O500U, con la nueva imagen para la flota urbana de la ciudad: coches de color azul celeste y rotulados en color blanco. 
Se reciclan también coches con hasta diez años de antigüedad, según lo admitido por normativa.
Se mantiene la nomenclatura de 1985 con numeración de líneas en centenas y el sistema de rondas y enlaces barriales, sin mayores modificaciones.
Parte del material rodante de la ya inexistente Sociedad del Estado Municipal SEMTUR sería puesto a la venta en circunstancias irregulares, incumpliendo el proceso de venta y/o subasta de bienes del Estado.

Hacia el año 2020, la caída de pasajeros durante pandemia Covid-19 llevaría a una reducción de coches en circulación de hasta un 50% respecto al año anterior, alcanzando un mínimo de 460 coches en servicio. Los atrasos en pagos de sueldos de choferes producirían una sucesión de paros que se extenderían por hasta 80 días, siendo los más extensos registrados en la ciudad. 
Por otra parte se acelera la extensión de la red de ciclovías sobre Av Provincias Unidas, Bv Rondeau y Av Colombres (Costanera), creando nuevas estaciones de bicicletas públicas.
Esta situación crítica llevaría a un nuevo escenario en el transporte público rosarino.

## Caída del nuevo sistema: Adecuación 2021
Tras la crisis pospandemia y el paulatino regreso de las actividades académicas y laborales, hacia fines de 2020 se declara la "emergencia del transporte urbano" como instrumento para recuperar el servicio, y se otorga potestad al intendente para realizar modificaciones convenientes desde enero de 2021: recorridos fusionados manteniendo la cobertura territorial, incremento de material rodante (de 460 a 513 coches en servicio), e incremento de servicios diarios.

## Otros

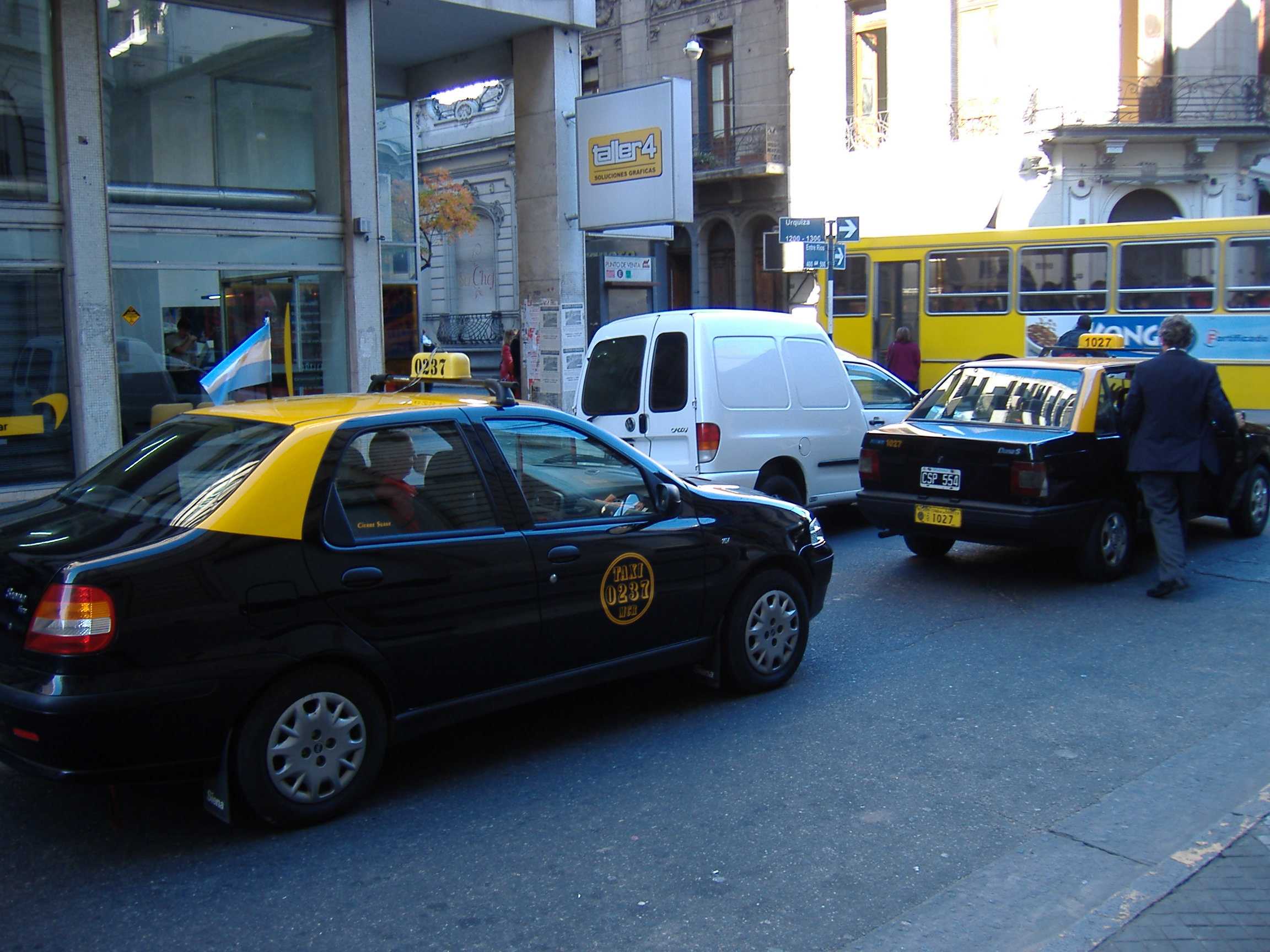
Taxis en la esquina de calles Entre Ríos y Urquiza.

### Trenes
Rosario cuenta con la Estación de Trenes Rosario Norte, Estación de Trenes Rosario Sur y la Terminal de Ómnibus Mariano Moreno, de media y larga distancia y diversas empresas de colectivos urbanos e interurbanos.

### Taxis
Rosario fue la primera ciudad en tener pintados sus taxis de negro y amarillo cuando a principio de los 60, el por entonces intendente de la ciudad Luis Cándido Carballo, decidió organizar el sistema y unificar el color de los vehículos.